# 伊西莱穆利诺
伊西莱穆利诺（法語：Issy-les-Moulineaux，發音：[isi le mulino] ⓘ），法国中北部城市，法兰西岛大区上塞纳省的一个市镇，隶属于布洛涅-比扬古区和大巴黎都会区，其市镇面积为4.25平方公里，2022年1月1日时人口数量为67,695人，在法国市镇中排名第76位。
伊西莱穆利诺位于上塞纳省中南部，塞纳河左岸，其市镇范围亦包括了位于塞纳河中央的圣日耳曼岛，并通过两座桥梁与河流右岸的布洛涅-比扬古接壤。伊西莱穆利诺与巴黎十五区相邻，距离巴黎的标志性建筑埃菲尔铁塔不到5公里，可通过大区快铁连接，此外巴黎地铁12号线和法兰西岛有轨电车2号线亦经过此地，可直通巴黎市中心以及拉德芳斯街区。
伊西莱穆利诺是巴黎附近重要的商务区，其境内聚集了数十家大型企业，包括布依格、雅高酒店集团、法国交通发展集团、Eurosport等，微软、雀巢、可口可乐等跨国企业的法国总部亦位于其境内。伊西莱穆利诺也因其境内的城塞街区而闻名，后者是一个在军营旧址上兴建的生态街区，是大巴黎都会区的重要现代城市规划项目之一。此外，大巴黎快线重点工程巴黎地铁15号线经过伊西莱穆利诺并设有换乘车站，预计2025年初投入使用。

## 地名来源

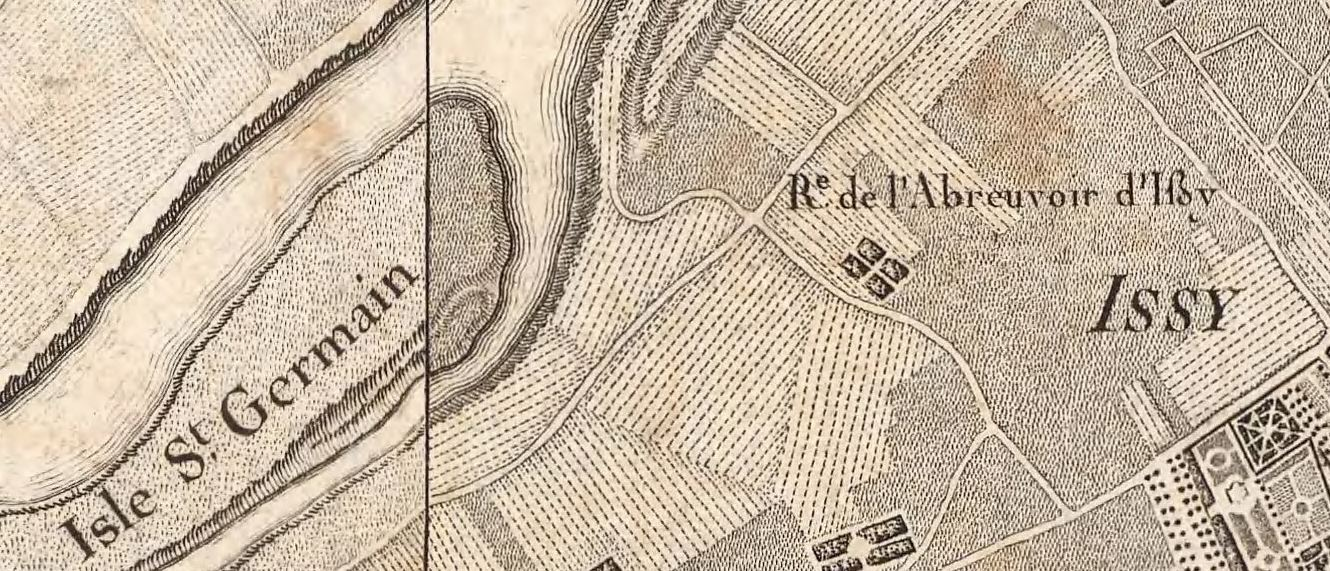
1730年的伊西地图

“伊西莱穆利诺”一名的来源尚有待考证，有史学家认为其中的“伊西”一名与古埃及传说人物伊西斯有关，其拉丁化形式的名称可能包括、以及；而根据当地官方网站的论述，“Issy”当中的“sy”来源于高卢语词汇“Ceton”，意为“林地”，可能指默东森林，而“Is”则为介词，意为“下方”，故“Issy”作为整体时意为“树林下方”，等同于现代法语的地名后缀。18世纪初，法国天主教史学家让·勒伯夫曾将伊西以的形式进行了记载。
“莱穆利诺”则是其境内的一个村庄，原属默东，其名称来源于拉丁语单词，意为“磨坊”，可能与当地历史上的农业设施及活动有关。其现代法语形式为，对应的汉语译写为“穆兰”。
在法国大革命期间，该地曾被革命派更名为“吕尼翁”（L'Union），此后恢复为“伊西”，而一名则于1893年起才成为当地的官方名称。

## 历史

### 古典时期至法国大革命

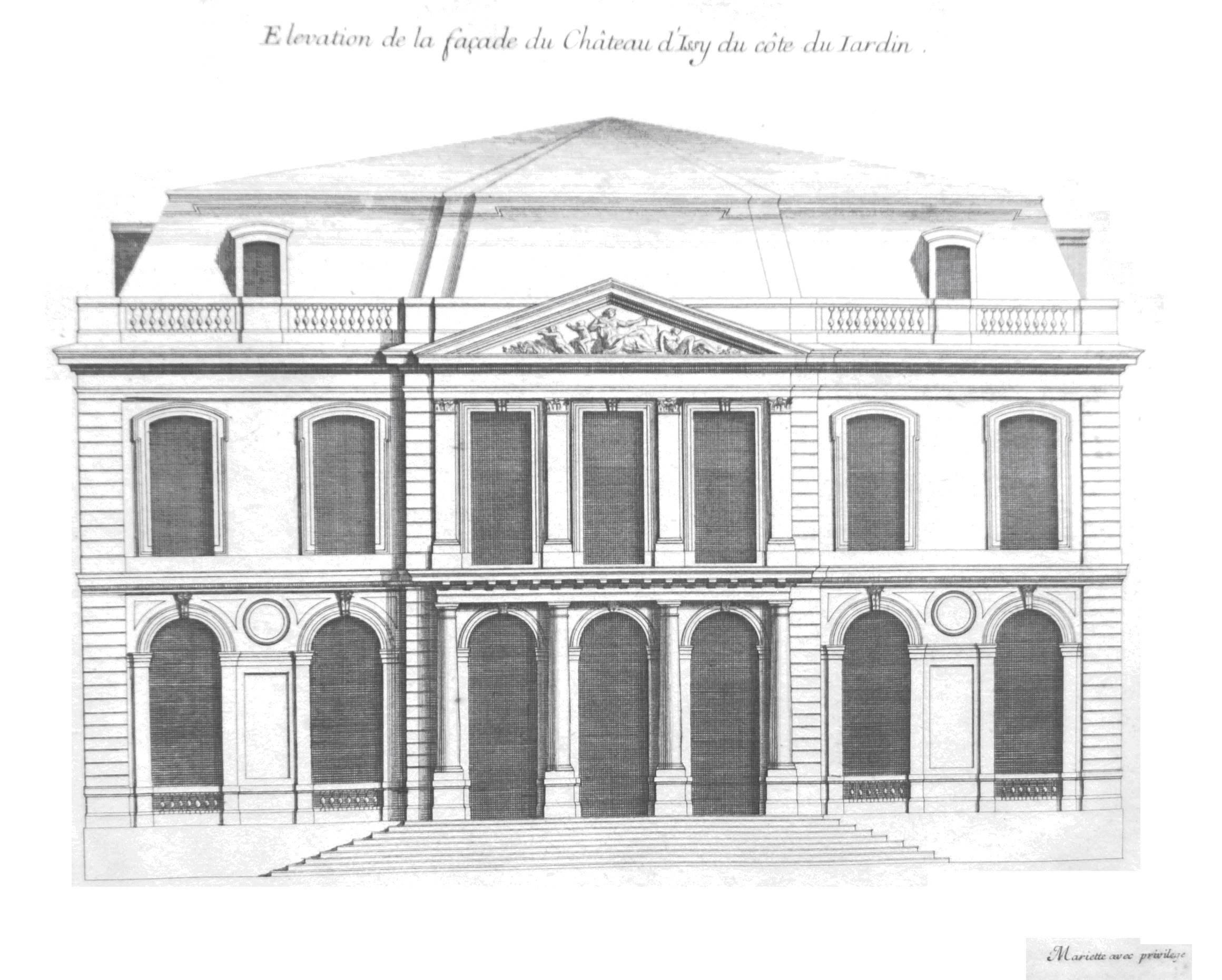
伊西城堡（绘画）

伊西莱穆利诺境内的圣伯努瓦教堂附近曾发现一处公元5世纪的墓穴遗址，根据史学家的推断，该遗址附属的村落可能出现于高卢-罗马时期，这意味着伊西莱穆利诺作为人类聚落已有超过两千年的历史。
公元507年，克洛维一世率领法兰克人征服塞纳河流域，将卢泰西亚作为其政治中心。558年，法兰克人国王希尔德贝特一世在其首次提及此地，此后伊西及其附近超过两千公顷的土地成为圣日耳曼德普雷修道院的领地。中世纪初期，伊西附近出现了大片葡萄酒种植园，鼎盛时期当地76%的土地得到开发，其周边也由此出现了封建庄园主宅邸。907年，查理三世曾短居于伊西。中世纪末期，伊西境内又出现了一处圣艾蒂安教堂（église de Saint-Étienne），因靠近水源及天然森林，伊西聚集了越来越多来自巴黎的贵族，其境内出现了大批“田园屋舍”（maisons des champs）。
16世纪末，伊西已成为一个人口数量接近六千的较大规模的城镇，彼时，孔蒂亲王获得了伊西境内多处土地。弗朗索瓦-路易于1699年购买伊西城堡作为其家族宅邸，此后历代孔蒂亲王均长居于此，直至1777年。法兰西王后玛格丽特亦曾在黑死病疫情期间暂居于此。18世纪中后期，随着喬治-歐仁·奧斯曼主持的巴黎城市规划逐渐成型，大批伊西居民选择迁至巴黎市区，使得当地的人口数量有所减少。法国大革命后，伊西成为塞纳省的一个市镇，当地1793年的注册人口数量为1,400。

### 近代

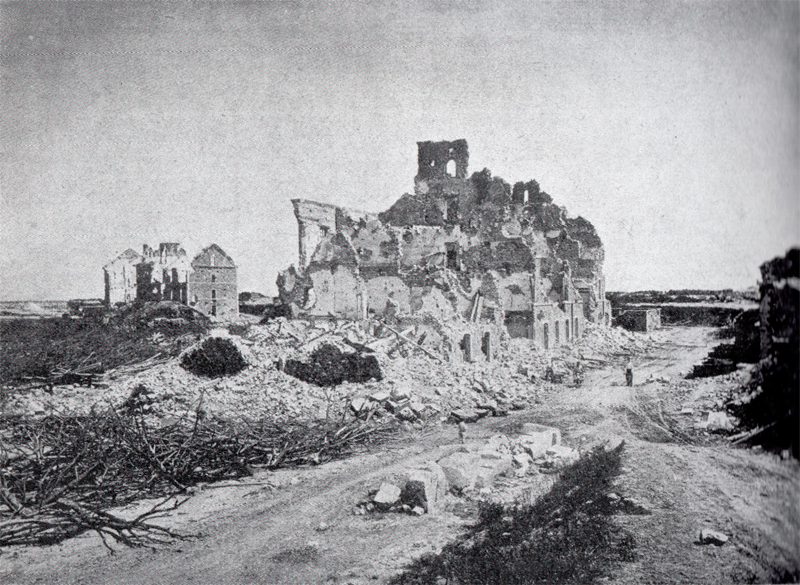
1871年伊西战役 (1871年)后被损毁的伊西城塞

1815年3月，拿破仑一世从厄尔巴岛逃回法国，集结军队，开辟百日王朝，此举引发了第七次反法同盟的形成。同年7月3日，格拉夫·冯·齐腾率领的反法同盟军与拿破仑率领的大军团在伊西境内发生激烈的交战，反法同盟取得成功，并于次日占领巴黎，百日王朝由此终结。
1840年，为了加强对巴黎的军事保护，伊西境内的一处高地被开辟建为伊西城塞，并于1846年建成，成为巴黎防御设施的重要组成部分。与此同时，一条连接巴黎和凡尔赛的铁路线建成通车，这条铁路途径伊西境内并设有车站。19世纪中后期，随着铁路网的发展，该段铁路被拆分为巴黎－布雷斯特和荣军院－凡尔赛两条铁路。
1871年，法国在普法战争中失败并签订了丧权辱国的《法兰克福条约》，由此引发了国内民众的不满情绪，并爆发巴黎公社运动。公社成员于同年4月25日占领了伊西城塞，企图以此为据点以进攻凡尔赛，从而推翻朱尔·杜弗尔领导的保守派政府。期间，为镇压公社成员势力，朱尔·杜弗尔曾下令对伊西城堡附近进行清剿，至5月8日基本结束，其间共造成约350名公社成员遇难，伊西市区亦有大量建筑被毁。

### 现代

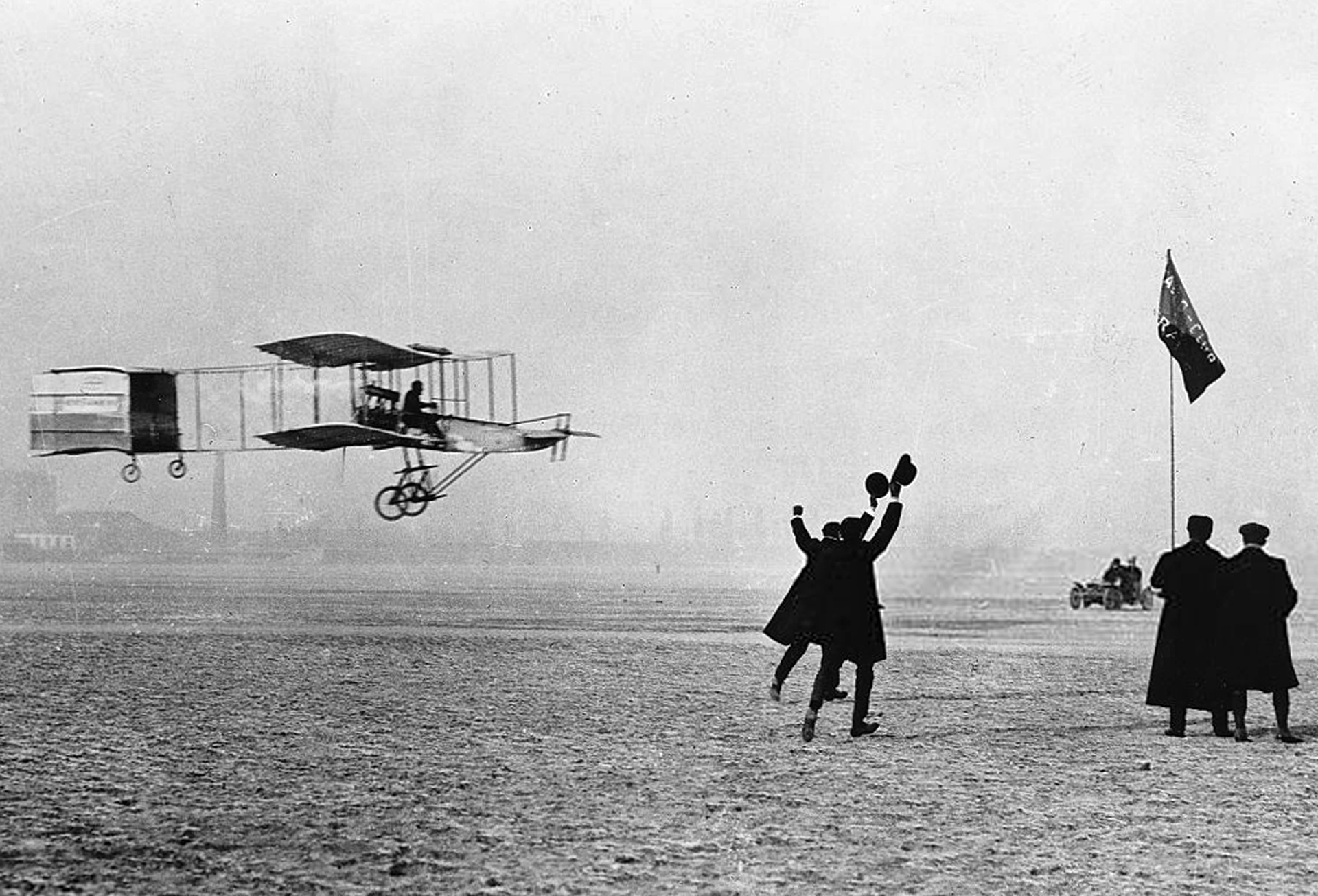
1908年在伊西进行的航空试验

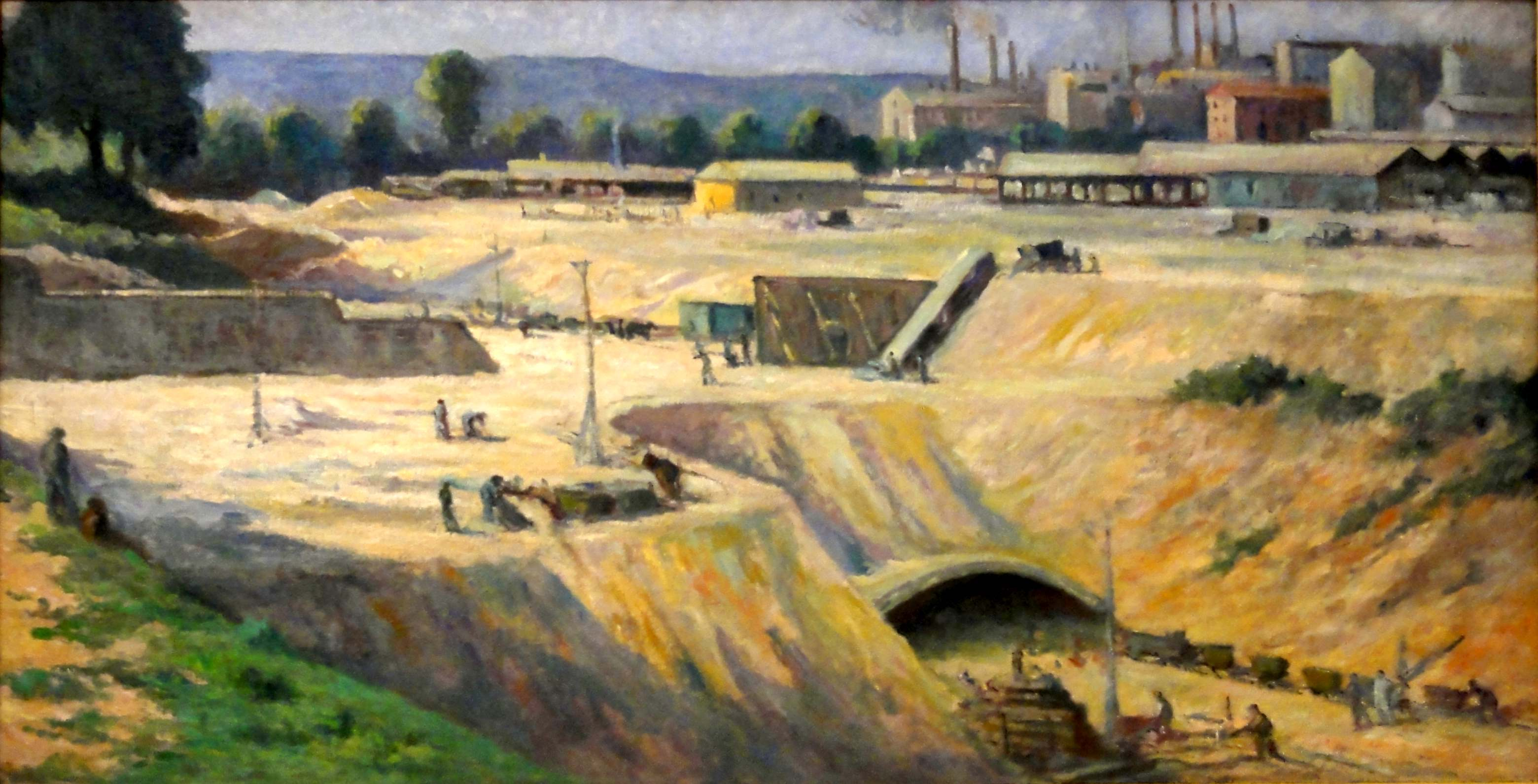
20世纪30年代伊西莱穆利诺境内的一处工地

伊西莱穆利诺常被认作是法国乃至欧洲现代航空业的摇篮。在1889年世界博覽會期间，原位于巴黎战神广场的法国军事学校曾一度迁至伊西，博览会结束后，位于伊西境内的军校旧址被开辟成为一处飞行场地，成为巴黎附近的首个现代航空基地。1898年10月，欧内斯特·阿克迪肯创建法国航空俱乐部，并于1905年3月26日在伊西莱穆利诺进行了首次试飞。而另一位飞机设计师亨利·法尔曼于1908年1月13日在此使用安装了安托瓦内特航空器的瓦桑滑翔机完成了1分28秒的飞行试验，获得了由欧内斯特·阿克迪肯颁发的“德意志-阿克迪肯大奖”（prix Deutsch-Archdeacon），并为其两个月后的载人航空试验提供了经验。路易·布莱里奥、亞伯托·桑托斯·杜蒙、加布里埃尔·瓦赞等多名航空工程师也先后在伊西进行了飞行试验。伊西机场此后为1910年法国东部航空赛程以及1911年巴黎-马德里航空赛程的起点，其中在巴黎-马德里赛程期间，一架飞机在起飞过程发生坠落，致使在地面参观的法国战事部长莫里斯·贝尔托不幸身亡。伊西莱穆利诺境内的航空设施也使得当地在两次世界大战期间成为重要的进攻目标。二战后，随着勒布尔热机场、戴高乐机场以及奥利机场的相继建成，伊西莱穆利诺飞行场的航空活动大幅减少，并逐渐改造成为一个普通的停机坪，供商务及紧急救援使用。
1910年初，塞纳河发生特大洪水，位于塞纳河畔的伊西莱穆利诺受到一定影响，部分街道及建筑被洪水淹没。1924年的巴黎奧運會期间，伊西莱穆利诺承办了射擊部分项目的比賽。1930年，伊西飞行场所处区域被划至巴黎市镇范围。1934年3月24日，巴黎地铁12号线向南延伸至伊西莱穆利诺境内，并新增两个车站：珀蒂梅纳日站和伊西市政府站，其中珀蒂梅纳日站于1945年更名为“科朗坦·塞尔东站”，以纪念二战期间被纳粹杀害的同名抵抗运动成员。
20世纪中期以后，巴黎城市得到进一步扩张，伊西莱穆利诺出现了大批现代化居民区，人口数量迅速增加。1968年，塞纳省被撤销，伊西莱穆利诺被划入新成立的上塞纳省。1972年，伊西莱穆利诺发生歌舞厅强奸案，由于涉案人员来自法国红十字会，故引发了彼时法国社会的广泛关注。1997年，原沿塞纳河左岸延伸的工业区铁路被改建成为法兰西岛有轨电车2号线，使得伊西莱穆利诺与拉德芳斯商务区之间实现直通。2010年起，伊西莱穆利诺境内的城塞街区被逐步改造成为现代化生态街区，成为大巴黎城市规划整治项目的组成部分。

## 地理

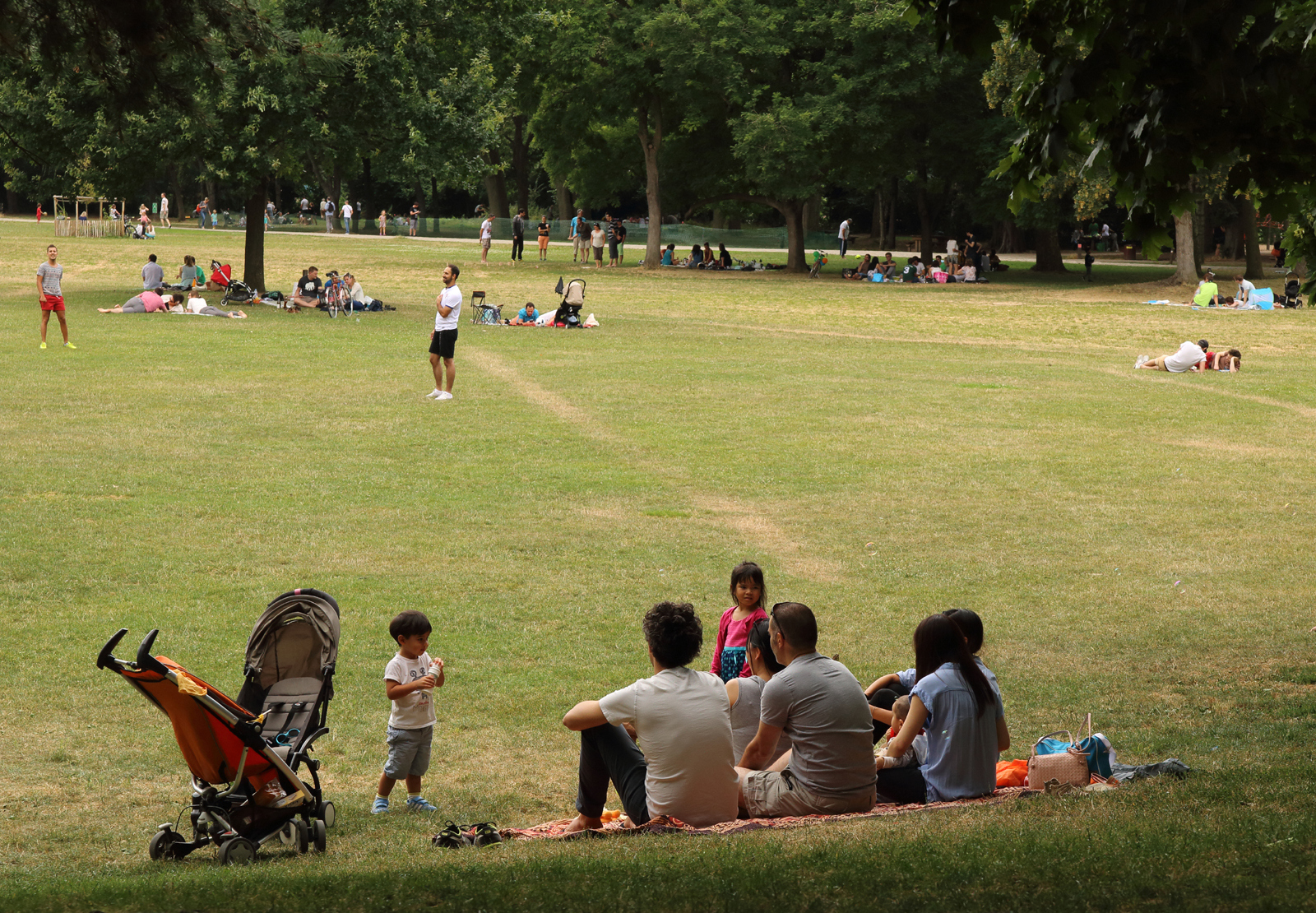
圣日耳曼岛公园的绿地

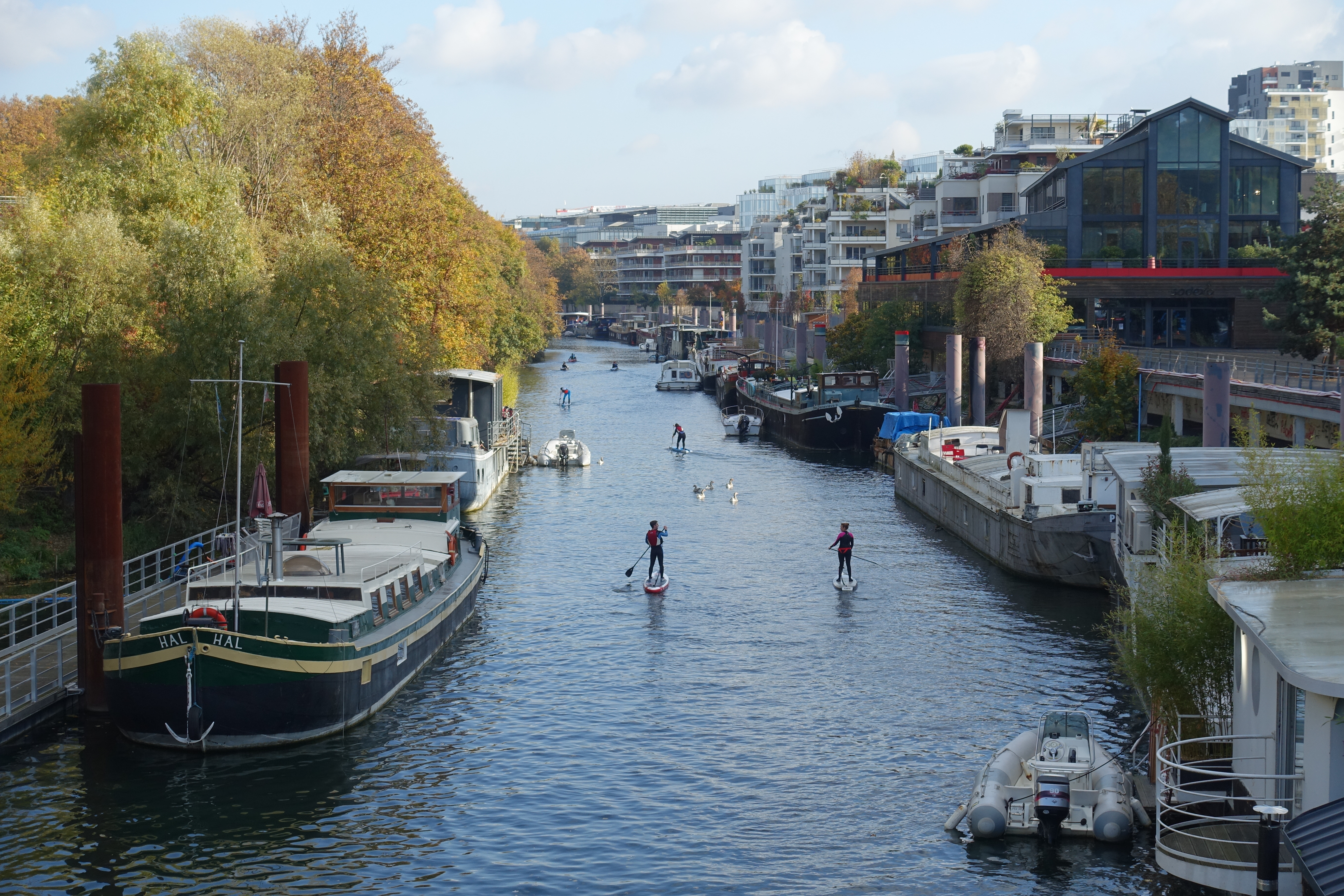
圣日耳曼岛与左岸陆地之间的水道

伊西莱穆利诺位于法国中北部，法兰西岛大区中北部和上塞纳省东南部，距离巴黎市中心大约6公里，距离省会楠泰尔大约12.5公里。与伊西莱穆利诺接壤的市镇包括：巴黎、旺沃、克拉马、布洛涅-比扬古、默东、巴黎十五区。

### 地形
伊西莱穆利诺位于巴黎盆地腹地，境内以平原和浅丘为主，地势自塞纳河畔向外逐渐抬升，其中市区东部和南部有较为明显的起伏，全境海拔在28到96米之间。

### 水文
塞纳河干流自东北向西流经境内，平均宽度约100米，全年水量充足，因伊西主城区地势相对较高，故当地的洪涝威胁并不明显。而上塞纳省亦在伊西莱穆利诺境内建有一处大型泄洪储水中心，其容量达2.34万立方米，自2018年8月起投入使用。
塞纳河中央的圣日耳曼岛整体归伊西莱穆利诺管辖，该岛面积约0.18平方公里，自19世纪末起得到了大规模的开发。

### 植被
伊西莱穆利诺属于温带落叶林区，当地的城市绿地总面积超过60公顷，其中圣日耳曼岛近半的土地被设为省级自然保护区，而陆地上的主要绿地公园包括亨利·巴比塞公园（Parc Henri Barbusse）、若望保禄二世公园（Parc Jean-Paul ll）、抵抗运动公园（Parc de la Résistance）和伊西植物花园（Jardin Botanique）等，均常年免费向公众开放。
在鲜花城市的评比中，伊西莱穆利诺被评为3星级鲜花城市。

### 气候
伊西莱穆利诺在柯本气候分类法中属于温带海洋性气候，降水分布较为均匀，年均温差较小。伊西莱穆利诺所处的法兰西岛大区的最高气温记录为42.2摄氏度，出现于2019年6月25日，记录于巴黎万塞讷门气象站，距离伊西莱穆利诺直线距离约11公里；最低气温记录为-17.7摄氏度，出现于1985年1月17日，记录于蒙特勒伊气象站，距离伊西莱穆利诺直线距离约14公里。
距离伊西莱穆利诺最近的常年气象站位于巴黎市区内的卢森堡花园，距离伊西莱穆利诺直线距离约5.7公里，以下为该气象站的数据（其中日照数据取自奥利）：
| 巴黎1981年－2019年  | 巴黎1981年－2019年 | 巴黎1981年－2019年 | 巴黎1981年－2019年 | 巴黎1981年－2019年 | 巴黎1981年－2019年 | 巴黎1981年－2019年 | 巴黎1981年－2019年 | 巴黎1981年－2019年 | 巴黎1981年－2019年 | 巴黎1981年－2019年 | 巴黎1981年－2019年 | 巴黎1981年－2019年 | 巴黎1981年－2019年 |
| 月份                | 1月                | 2月                | 3月                | 4月                | 5月                | 6月                | 7月                | 8月                | 9月                | 10月               | 11月               | 12月               | 全年               |
| ------------------- | ------------------ | ------------------ | ------------------ | ------------------ | ------------------ | ------------------ | ------------------ | ------------------ | ------------------ | ------------------ | ------------------ | ------------------ | ------------------ |
| 历史最高温 °C（°F） | 17.5 (63.5)        | 20.8 (69.4)        | 25.4 (77.7)        | 31.5 (88.7)        | 36 (97)            | 37.6 (99.7)        | 39 (102)           | 40.2 (104.4)       | 33.4 (92.1)        | 30.7 (87.3)        | 22.5 (72.5)        | 17.5 (63.5)        | 40.2 (104.4)       |
| 平均高温 °C（°F）   | 7.8 (46.0)         | 9.1 (48.4)         | 13 (55)            | 16.4 (61.5)        | 20.4 (68.7)        | 23.5 (74.3)        | 25.9 (78.6)        | 25.8 (78.4)        | 22 (72)            | 17.2 (63.0)        | 11.5 (52.7)        | 8.1 (46.6)         | 16.7 (62.1)        |
| 日均气温 °C（°F）   | 5.4 (41.7)         | 6.1 (43.0)         | 9.3 (48.7)         | 11.9 (53.4)        | 15.6 (60.1)        | 18.6 (65.5)        | 20.8 (69.4)        | 20.7 (69.3)        | 17.3 (63.1)        | 13.5 (56.3)        | 8.8 (47.8)         | 5.9 (42.6)         | 12.8 (55.0)        |
| 平均低温 °C（°F）   | 3 (37)             | 3.1 (37.6)         | 5.5 (41.9)         | 7.3 (45.1)         | 10.8 (51.4)        | 13.7 (56.7)        | 15.8 (60.4)        | 15.6 (60.1)        | 12.7 (54.9)        | 9.8 (49.6)         | 6.1 (43.0)         | 3.7 (38.7)         | 8.9 (48.0)         |
| 历史最低温 °C（°F） | −13.8 (7.2)        | −11.6 (11.1)       | −6.2 (20.8)        | −2 (28)            | 2.3 (36.1)         | 6.1 (43.0)         | 8.7 (47.7)         | 8.6 (47.5)         | 5 (41)             | −1 (30)            | −6.3 (20.7)        | −8 (18)            | −13.8 (7.2)        |
| 平均降水量 mm（）   | 53 (2.1)           | 43.3 (1.70)        | 50.3 (1.98)        | 54.8 (2.16)        | 67.5 (2.66)        | 55.1 (2.17)        | 61.1 (2.41)        | 57.3 (2.26)        | 53.5 (2.11)        | 63.5 (2.50)        | 53.1 (2.09)        | 61.7 (2.43)        | 674.2 (26.54)      |
| 月均日照時數        | 43.4               | 66.3               | 162.6              | 172.4              | 165.4              | 176.6              | 232.1              | 220.4              | 193.9              | 131.9              | 49.1               | 55.3               | 1,669.4            |
| 来源：infoclimat.fr |                    |                    |                    |                    |                    |                    |                    |                    |                    |                    |                    |                    |                    |

## 行政区划
伊西莱穆利诺是法国法兰西岛大区上塞纳省的一个市镇，编号为92040。伊西莱穆利诺隶属于布洛涅-比扬古区和上塞纳省第十选区，管理伊西莱穆利诺县，同时自2016年1月1日起成为大巴黎西部塞纳土地公共管理局的组成部分。
伊西莱穆利诺市镇被划为4个街区，并实行街区自治制度。
法国国家统计与经济研究所（简称）在进行数据统计时，将伊西莱穆利诺划入大巴黎都会区，并将包括伊西莱穆利诺在内的1,794个市镇设为巴黎城市区。同时，还将伊西莱穆利诺市镇分为了18个“块区”（IRIS），以便于统计人口分布情况。
| 伊西莱穆利诺行政区划 | 伊西莱穆利诺行政区划 | 伊西莱穆利诺行政区划 | 伊西莱穆利诺行政区划 | 伊西莱穆利诺行政区划 | 伊西莱穆利诺行政区划 | 伊西莱穆利诺行政区划 |
| --- | -------------------- | -------------------- | -------------------- | -------------------- | -------------------- | -------------------- |
| 塞 纳 河 ↙ 青年天地 议会宫- · 默南步道 韦尔迪 塞纳河广场 科朗坦·塞尔东 酒藤小径 ② 劳动者 ① 若望保禄二世公园 小浮桥 埃皮内特 农场 科隆比耶一区 科隆比耶二区 亨利·巴比斯公园 茹尔·盖得-蒙泰西 移动保卫城塞 ① = 莱瓦雷讷-富歇-勒佩勒捷 ② = 马特拉·瓦桑贝尔 |                      |                      |                      |                      |                      |                      |
| 街区名称* | 街区原名             | 人口数量 （2012年）  | 失业率               |                      |                      |                      |
| 莱瓦雷讷-富歇 -勒佩勒捷 |                      | 3,129                | 8.8 %                |                      |                      |                      |
| 马特拉·瓦桑贝尔 |                      | 2,215                | 7.4 %                |                      |                      |                      |
| 科朗坦·塞尔东 |                      | 5,225                | 6.0 %                |                      |                      |                      |
| 埃皮内特 |                      | 4,170                | 9.1 %                |                      |                      |                      |
| 青年天地 |                      | 1,689                | 6.2 %                |                      |                      |                      |
| 若望保禄二世公园 |                      | 3,153                | 11.9 %               |                      |                      |                      |
| 议会宫-默南步道 |                      | 3,155                | 10.1 %               |                      |                      |                      |
| 劳动者 |                      | 3,045                | 10.8 %               |                      |                      |                      |
| 塞纳河广场 |                      | 4,435                | 6.8 %                |                      |                      |                      |
| 小浮桥 |                      | 3,264                | 7.3 %                |                      |                      |                      |
| 科隆比耶一区 |                      | 5,150                | 8.5 %                |                      |                      |                      |
| 科隆比耶二区 |                      | 5,113                | 8.8 %                |                      |                      |                      |
| 农场 |                      | 5,412                | 7.9 %                |                      |                      |                      |
| 酒藤小径 |                      | 2,738                | 8.8 %                |                      |                      |                      |
| 亨利·巴比斯公园 |                      | 4,090                | 8.2 %                |                      |                      |                      |
| 茹尔·盖得-蒙泰西 |                      | 4,639                | 7.0 %                |                      |                      |                      |
| 移动保卫城塞 |                      | 2,073                | 9.2 %                |                      |                      |                      |
| 韦尔迪 |                      | 2,626                | 9.8 %                |                      |                      |                      |
| *中文名称非官方正式翻译，仅供参考 |                      |                      |                      |                      |                      |                      |

## 交通

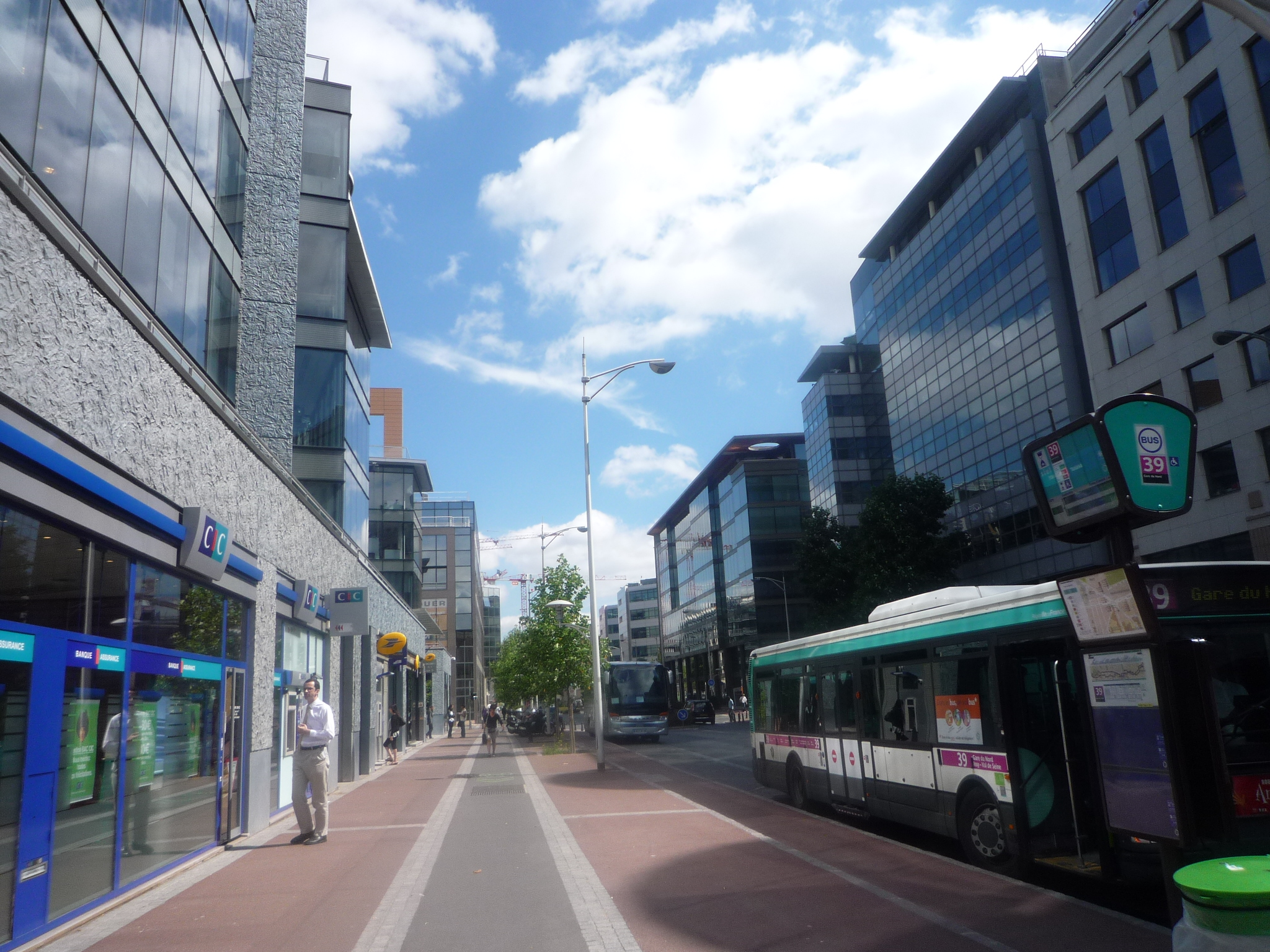
塞纳河谷街区附近的一条街道

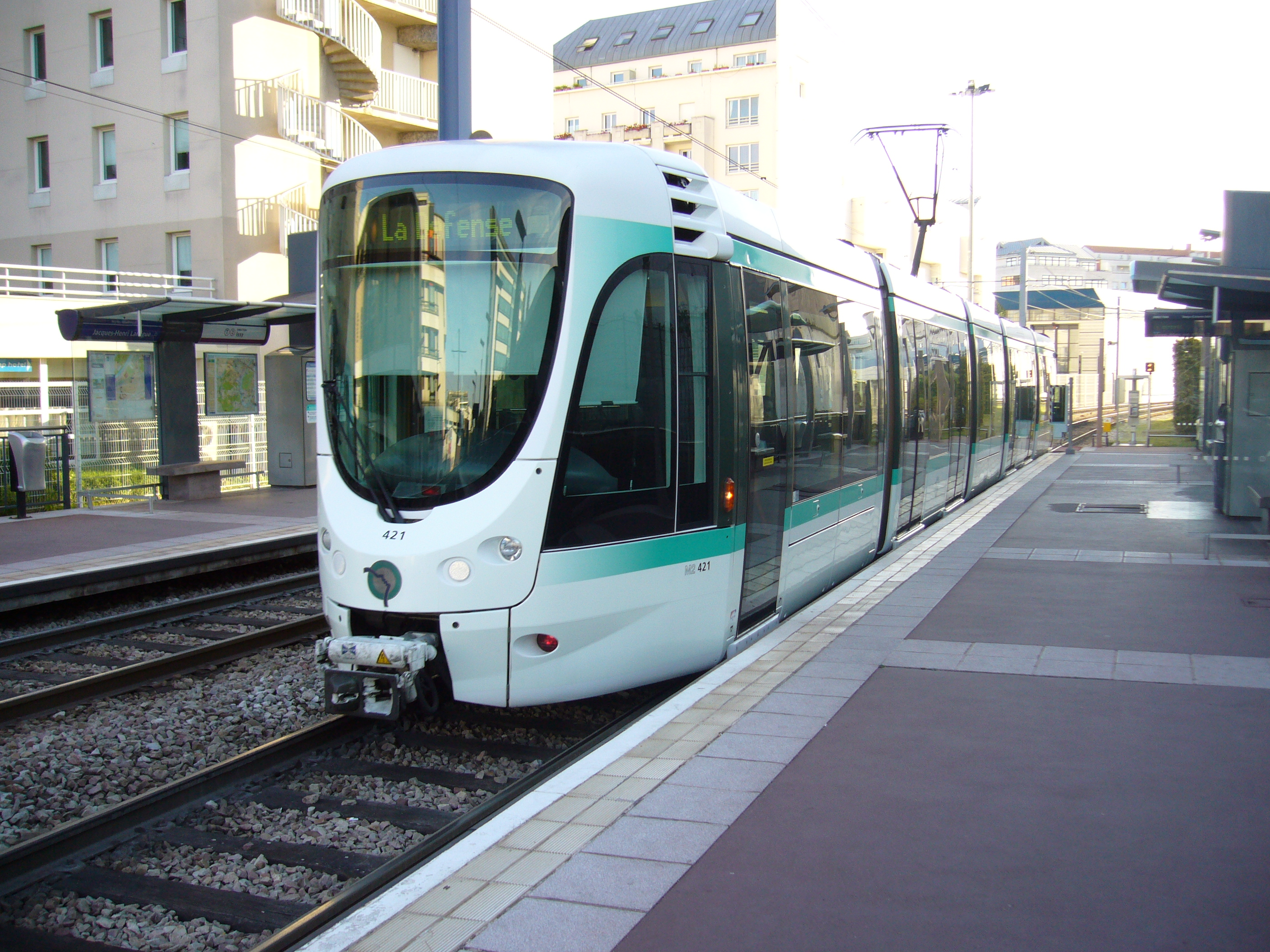
途径伊西莱穆利诺境内的法兰西岛有轨电车2号线

### 公路
伊西莱穆利诺境内均为城市化道路，配有照明、排水等设施，其中比扬库尔大桥和伊西莱穆利诺大桥横跨塞纳河，可连通圣日耳曼岛以及河对岸的布洛涅-比扬古。
伊西莱穆利诺境内的道路交通事务主要由市政府负责，并配合大巴黎都会区以及法兰西岛大区的统筹规划。2006年，伊西莱穆利诺市政府制定了较为完整的道路管理条例，对当地的车辆停放、占道施工、公共区域的使用等行为作出了规范。伊西莱穆利诺境内有多处付费公共停车场，供车辆短期或长期停靠；部分街道亦可临时停靠机动车辆，并根据地理位置而被划为红、橙、黄三个不同等级，最高单次停车时间不超过5小时30分钟。
2017年，55.6%的伊西莱穆利诺家庭拥有至少一辆的私人汽车。2018年，伊西莱穆利诺境内共发生各类交通事故72起，造成1人遇难，82人受伤。

### 铁路
荣军院－凡尔赛铁路经过伊西莱穆利诺境内并设有两个车站：伊西站和伊西塞纳河谷站，该铁路开行法兰西岛大区快铁C线，可直达奥斯特里茨火车站、奥赛博物馆、凡尔赛等地。此外巴黎－布雷斯特铁路经过伊西莱穆利诺市区南部边缘，该铁路线上的克拉马站位于克拉马与伊西莱穆利诺的交界处，可直通伊西城塞街区。

### 对外交通
距离伊西莱穆利诺最近的长途汽车站、长途客运铁路车站以及民用航空站分别为马约门汽车站、巴黎蒙帕纳斯站和巴黎-奥利机场，距离伊西莱穆利诺市中心的公路里程分别约8.7公里、4.5公里和17公里。

### 城市公共交通
伊西莱穆利诺是巴黎公共交通网的组成部分，法兰西岛大区快铁C线、法兰西岛有轨电车2号线和巴黎地铁12号线经过伊西莱穆利诺，此外还有十余条公交线路经过其市镇范围内。
| 途经伊西莱穆利诺境内的主要公共交通线路 |        | |
| 类型                                   | 运营商 | 线路 |
| 快铁                                   |        | ：伊夫林地区圣康坦 ↔ 凡尔赛尚捷 ↔ 伊西站 ↔ 伊西塞纳河谷站 ↔ 巴黎市区 ↔ 马西-帕莱索站/杜尔当站/埃唐普圣马丁 |
| 城铁                                   |        | ：巴黎蒙帕纳斯站 ↔ 克拉马站 ↔ 凡尔赛尚捷站 ↔ 伊夫林地区圣康坦 ↔ 芒特拉若利站/德勒站 |
| 地铁                                   | RATP   | ：人民阵线站 ↔ 馬嘉德-魚店站 ↔ 圣拉扎尔 ↔ 蒙帕纳斯 ↔ 科朗坦·塞尔东站 ↔ 伊西市政府站 |
| 有轨电车                               | RATP   | ：伯宗桥站 ↔ 拉德芳斯站 ↔ 莱穆利诺站 ↔ 雅克·亨利-拉尔蒂格站 ↔ 伊西塞纳河谷站 ↔ 凡尔赛门站 |
| 公共汽车                               | RATP   | - 39：伊西市政府 ↔ 巴黎10区-火车北站 - 123：伊西市政府 ↔ 快铁伊西站 ↔ 地铁欧特伊门 - 126：巴黎-奥尔良门 ↔ 科朗坦·塞尔东 ↔ 伊西塞纳河谷 ↔ 圣克卢公园 - 169：巴黎-蓬皮杜医院 ↔ 伊西市政府 ↔ 塞夫尔桥 - 189：克拉马-乔治·蓬皮杜 ↔ 科朗坦·塞尔东 ↔ 伊西塞纳河谷 ↔ 巴黎-圣克卢门站 - 190：伊西市政府 ↔ 快铁伊西站 ↔ 默东-森林教堂 - 260：布洛涅-甘比大 ↔ 伊西莱穆利诺 ↔ 巴黎-苏珊·朗格朗 - 290：伊西塞纳河谷 ↔ 伊西市政府 ↔ 勒普莱西罗班松-拉布尔西迪耶尔 - 323：伊西塞纳河谷 ↔ 伊西市政府 ↔ 塞纳河畔伊夫里-甘比大 - 394：伊西塞纳河谷 ↔ 拉雷讷堡站 - 506：旺沃-马拉科夫站 → 博丹 → 芒萨尔 → 克拉马站 → 旺沃-马拉科夫站 - 589：伊西市政府（市区摆渡环线） |
| 1. 2.                                  |        | |

除此之外，巴黎地铁8号线的巴拉站和法兰西岛有轨电车3号线a线的加里利亚诺桥站距离伊西莱穆利诺市镇边界均小于500米。
建设中的巴黎地铁15号线途径伊西莱穆利诺境内，并设有地铁伊西站，可与快铁伊西站实现换乘，预计2025年建成运营。

## 政治

### 市政内阁

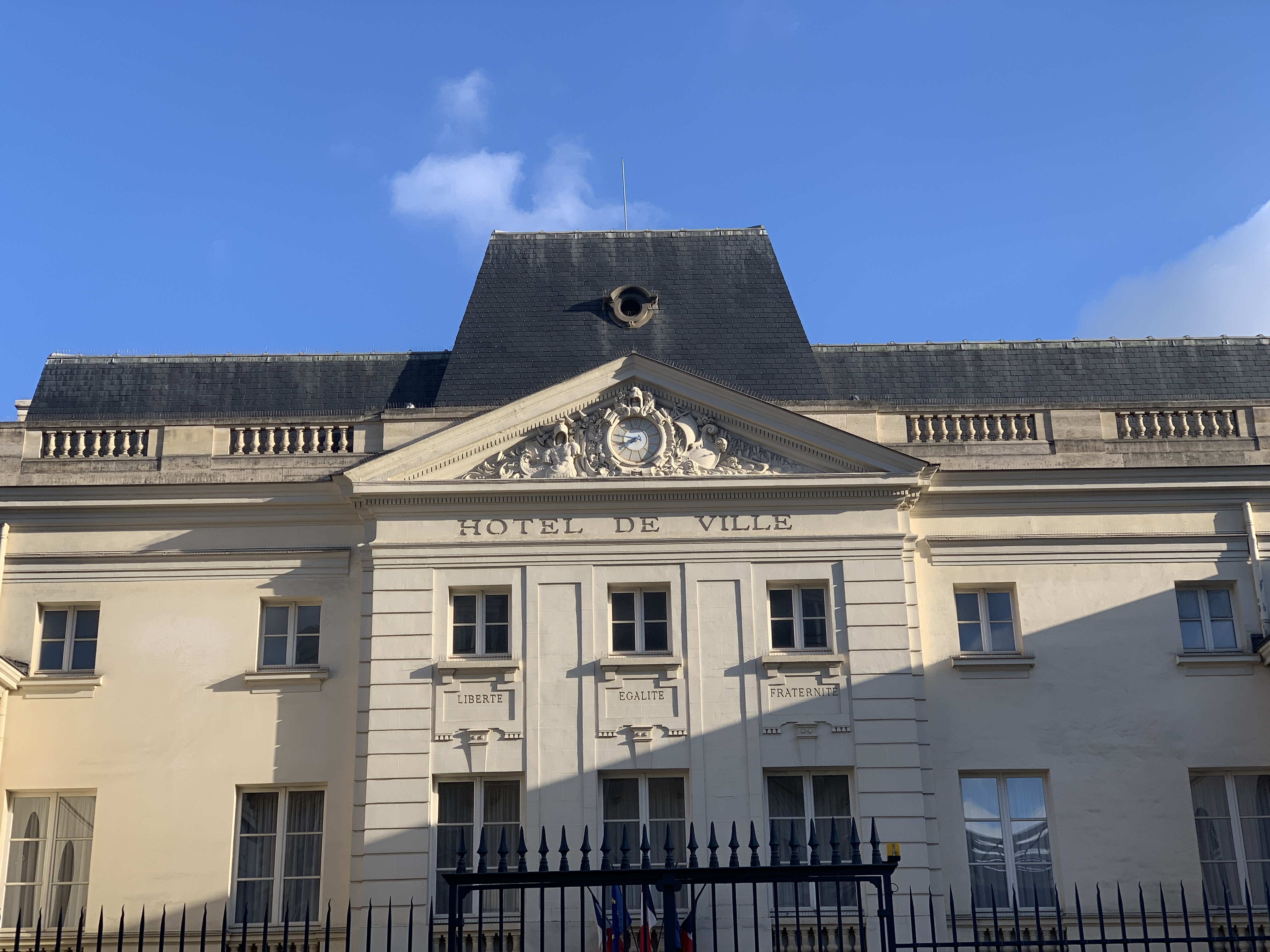
伊西莱穆利诺市政厅

伊西莱穆利诺的现任市长为安德烈·桑蒂尼先生，他是民主人士和独立人士联盟的一名成员，自1980年起开始担任伊西莱穆利诺市长职务并实现七次连任，他在2020年的市政选举中获得了60.26%的支持率。
| 2020年伊西莱穆利诺市政内阁组成 |                      |                                                                       |          |          |      |          |  |  |
| 代表                           | 代表                 | 党派                                                                  | 首轮选举 | 首轮选举 | 席位 | 席位     |  |  |
| 代表                           | 代表                 | 党派                                                                  | 票数     | %        | 市镇 | 公共社区 |  |  |
|                                | 安德烈·桑蒂尼        | UDI民主人士和独立人士联盟 LREM复兴 LR共和黨 MoDem民主运动             | 10,301   | 60.26    | 40   | 1        |  |  |
| 伊西，在一起！（Issy, ensemble!）             |                      |                                                                       | 10,301   | 60.26    | 40   | 1        |  |  |
|                                | 洛朗·皮约绍          | EÉLV欧洲生态-绿党 GS世代·s PCF法国共产党 FI不屈法国 ND新政 GÉ生態世代 | 2,405    | 14.06    | 3    | 0        |  |  |
| 生态与社会结合（Collectif Écolo et Social）             |                      |                                                                       | 2,405    | 14.06    | 3    | 0        |  |  |
|                                | 达米安·巴尔丹 （Damien Baldin）   | PS社会党 PRG左派激進黨 GRS共和与社会主义左翼                          | 2,212    | 12.94    | 3    | 0        |  |  |
| 伊西在行动（Issy s'engage）                 |                      |                                                                       | 2,212    | 12.94    | 3    | 0        |  |  |
|                                | 马尔蒂娜·韦西埃 （Martine Vessière） | DVD右翼无党派人士                                                     | 2,176    | 12.72    | 3    | 0        |  |  |
| 深度生活在伊西（Vivre Issy pleinement）             |                      |                                                                       | 2,176    | 12.72    | 3    | 0        |  |  |
|                                |                      |                                                                       |          |          |      |          |  |  |
| 有效票数                       | 有效票数             | 有效票数                                                              | 17,094   | 97.93    |      |          |  |  |
| 无效/空白票数                  | 无效/空白票数        | 无效/空白票数                                                         | 362      | 2.07     |      |          |  |  |
| 合计                           | 合计                 | 合计                                                                  | 17,456   | 100.00   | 49   | 1        |  |  |

### 市长列表

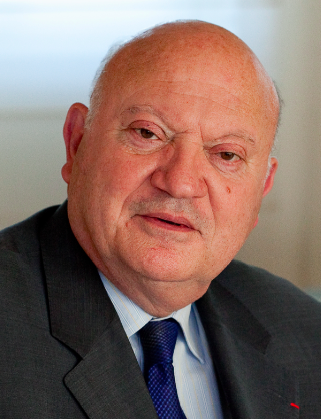
安德烈·桑蒂尼

| 伊西莱穆利诺历届市长 |                 |                                                             |
| 任期                 | 市长            | 党派                                                        |
| 1944年－1945年       | 弗朗索瓦·阿尼塔 | 不详                                                        |
| 1945年－1949年       | 费尔南·马耶     | PCF法国共产党                                               |
| 1949年－1953年       | 雅克·马多尔     | MRP人民共和运动                                             |
| 1953年－1973年       | 博纳旺蒂尔·莱卡 | SFIO工人国际法国支部 →PS社会党                              |
| 1973年－1980年       | 雷蒙·默南       | PSD民主社会党                                               |
| 1980年－             | 安德烈·桑蒂尼   | UDF法国民主联盟 →Centriste中间派 →UDI民主人士和独立人士联盟 |

### 各级选举
在2019年欧洲议会选举中，法国女议员纳塔莉·卢瓦索在伊西莱穆利诺获得33.57%的支持率。
在2017年的法国总统大选中，法国第25任总统埃马纽埃尔·马克龙在伊西莱穆利诺获得了87.38%的支持率。
在2015年法国省级选举中，上塞纳省议员娜塔莉·皮特鲁女士（Nathalie Pitrou）和保罗·叙布里尼先生（Paul Subrini）在伊西莱穆利诺县获得了67.15%的支持率。
在2015年法国大区选举中，瓦莱丽·佩克雷斯在伊西莱穆利诺获得50.75%的支持率。

## 人口
2018年，伊西莱穆利诺的市镇人口数量为68,980，比上一年增加了529人，其中常住人口为68,260，在法国排名第76位。其中男性32,589人，女性35,862人，75岁及以上人口占5.4%，外籍人口数量为18,212人，人口密度为16,106人/平方公里，当地居民被称为（男性）或（女性）。2018年，伊西莱穆利诺境内出生957人，死亡人口348人。
| 年份   | 1936   | 1946   | 1954   | 1962   | 1968   | 1975   | 1982   | 1990   | 1999   | 2006   | 2011   | 2016   | 2018   |
| ------ | ------ | ------ | ------ | ------ | ------ | ------ | ------ | ------ | ------ | ------ | ------ | ------ | ------ |
| 人口數 | 44,091 | 42,449 | 47,369 | 51,776 | 50,442 | 47,561 | 45,772 | 46,127 | 52,647 | 61,471 | 65,326 | 68,395 | 68,260 |

## 经济
伊西莱穆利诺的经济发展事务由多个部分协调负责，其中伊西莱穆利诺市政府下设劳务办公室，为当地居民提供创业及就业帮助。

### 产业分布
在第一产业方面，伊西莱穆利诺附近历史上为典型的农业村落，“穆利诺”一名即来源于拉丁语单词“磨坊”，自19世纪工业革命起，这一地区快速完成工业和城市化发展，至2017年，伊西莱穆利诺境内已无农业用地和相关从业人员。
在第二产业方面，伊西莱穆利诺在20世纪中期以前曾为巴黎附近重要的工业市镇，此后因城市扩张和生态环境保护的需要，当地的工业生产部门大批外迁或转型。2017年，伊西莱穆利诺的工业及建筑业用人单位数量为176家，占总数的7.5%；相关就业总人数为6,358，占总量的11.2%。
在第三产业方面，伊西莱穆利诺是数十家跨国企业的总部及驻法国办事处所在地，相关就业单位和从业人数均接近总量的90%。

### 主要企业

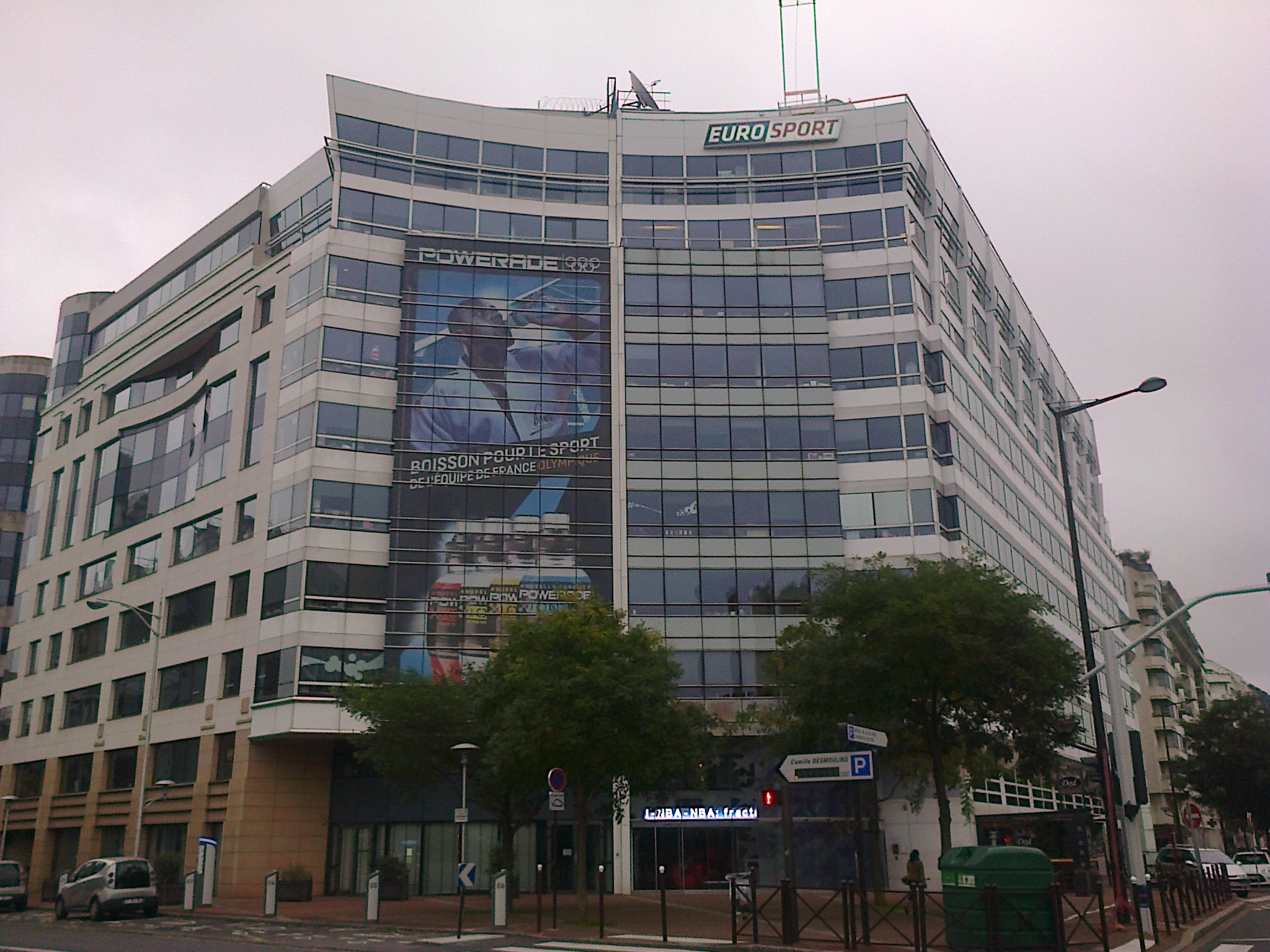
位于伊西莱穆利诺的Eurosport总部

伊西莱穆利诺是巴黎近郊重要的卫星城，截至2021年2月，当地共有各类用人单位11,942家，平均历史为13年，其中90.37%为中小型企业（PME）。 
| 伊西莱穆利诺境内的主要大型企业 |          |        |                     |                   |           |
| 企业                           | 法语原名 | 领域   | 员工数量 （2019年） | 营业额 （2019年） | 数据来源  |
| 布依格房产                     |          | 房地产 | 1,670               | 2,301,949,549 €   | [ 社 14 ] |
| 可口可乐法国                   |          | 食品   | 2,241               | 2,266,672,688 €   | [ 社 15 ] |
| 雀巢法国                       |          | 食品   | 2,843               | 2,016,074,659 €   | [ 社 16 ] |
| 微软法国                       |          | 计算机 | 1,692               | 1,629,702,832 €   | [ 社 17 ] |
| Canal+集团                     |          | 媒体   | 1,372               | 1,518,000,000 €   | [ 社 18 ] |
| 法国东北部高速公路集团         |          | 交通   | 1,629               | 1,315,961,000 €   | [ 社 19 ] |
| 雅高酒店集团                   |          | 服务业 | 1,343               | 1,218,000,000 €   | [ 社 20 ] |
| DPD快递                        |          | 邮政   | 2,301               | 534,215,370 €     | [ 社 21 ] |
| Eurosport                      |          | 媒体   | 748                 | 492,347,800 €     | [ 社 22 ] |
| 法国交通发展集团               |          | 交通   | 725                 | 139,168,800 €     | [ 社 23 ] |
| 索迪斯                         |          | 服务业 | 448                 | 135,000,000 €     | [ 社 24 ] |

除此之外，法兰西24、艾登瑞德等跨国企业的总部亦设于伊西莱穆利诺，法国Orange电信亦计划于2021年秋季将总部迁至伊西莱穆利诺。

### 财政收入
2019年，伊西莱穆利诺的财政收入总额为147,108,000欧元，财政支出总额为134,382,000欧元，当年的债务总额为3,563,410欧元。2020年，伊西莱穆利诺共获得816,961欧元的国家财政补助，比上一年减少了0.45%。
2017年，伊西莱穆利诺的人均月收入总额为3,686欧元，其中高级职员为4,710欧元，高于法国平均水平（4,214欧元）；中级职员为2,615欧元，高于法国平均水平（2,353欧元）；普通职员为1,973欧元，亦高于法国平均水平（1,690欧元）。
2017年，伊西莱穆利诺境内的青壮年（15至64岁）失业率为8.2%，当地73.7%的家庭拥有纳税资格。

## 社会事务

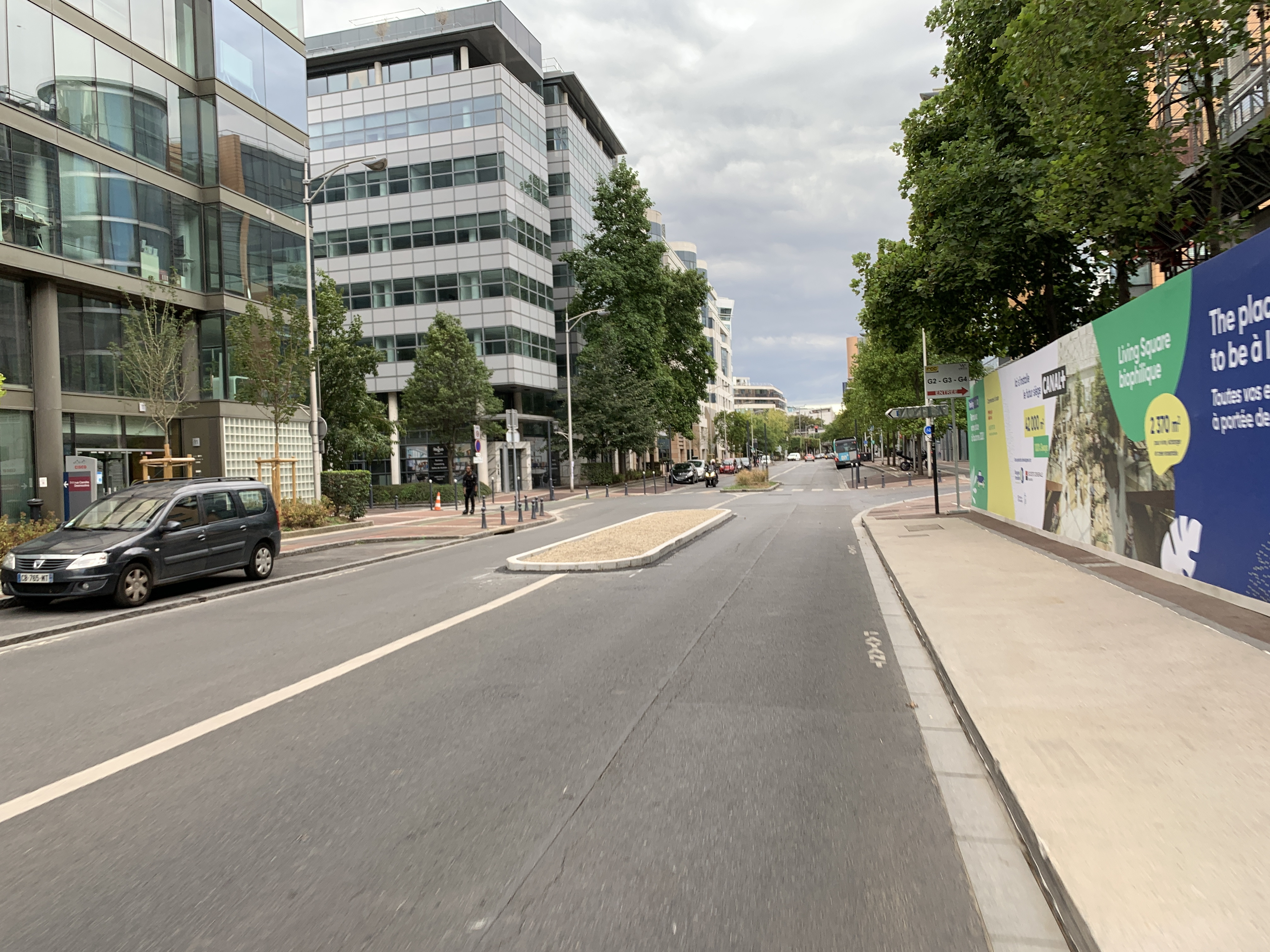
伊西莱穆利诺的卡米耶·德穆兰街 (伊西莱穆利诺)

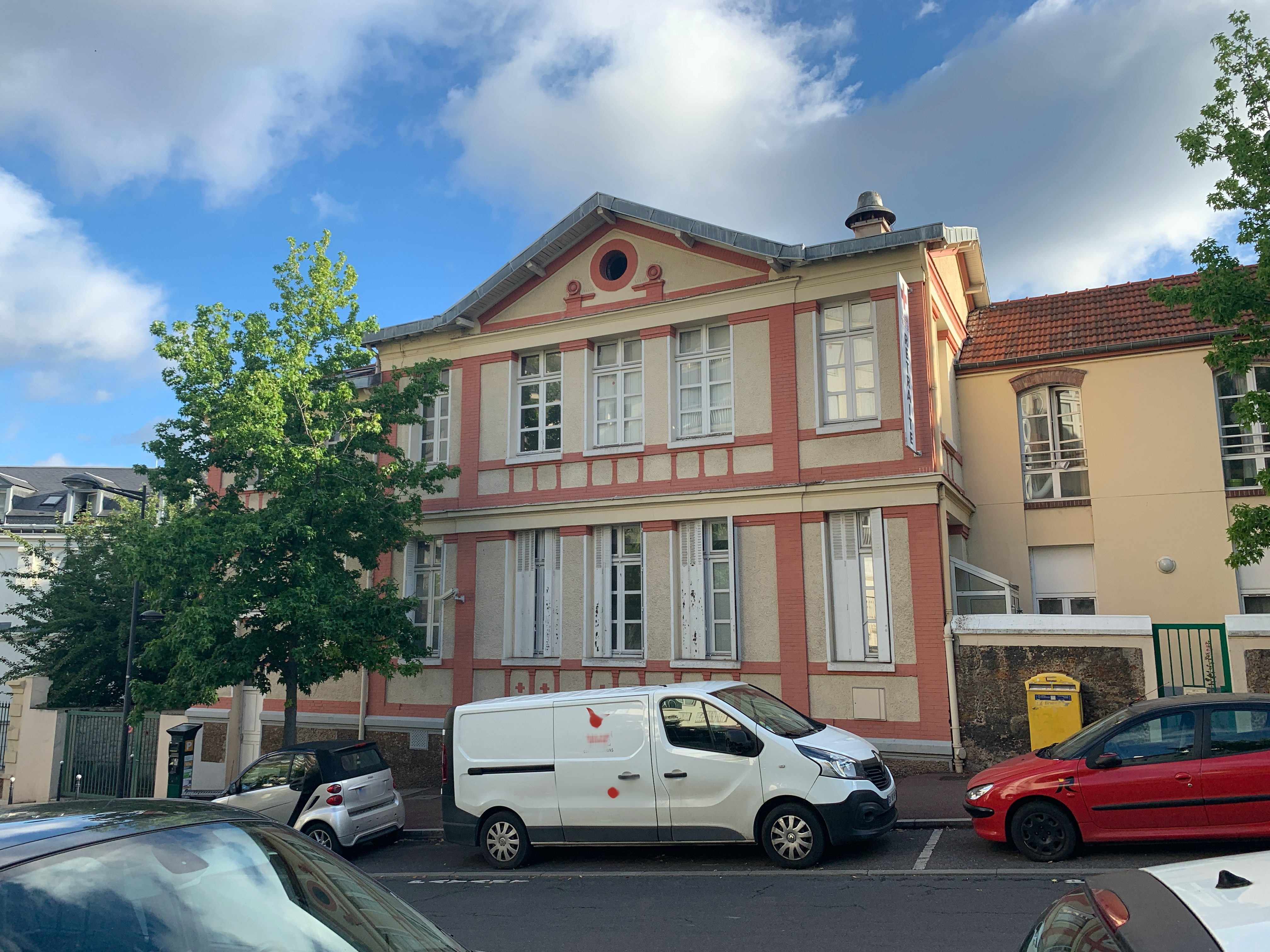
巴黎瑞士人医院

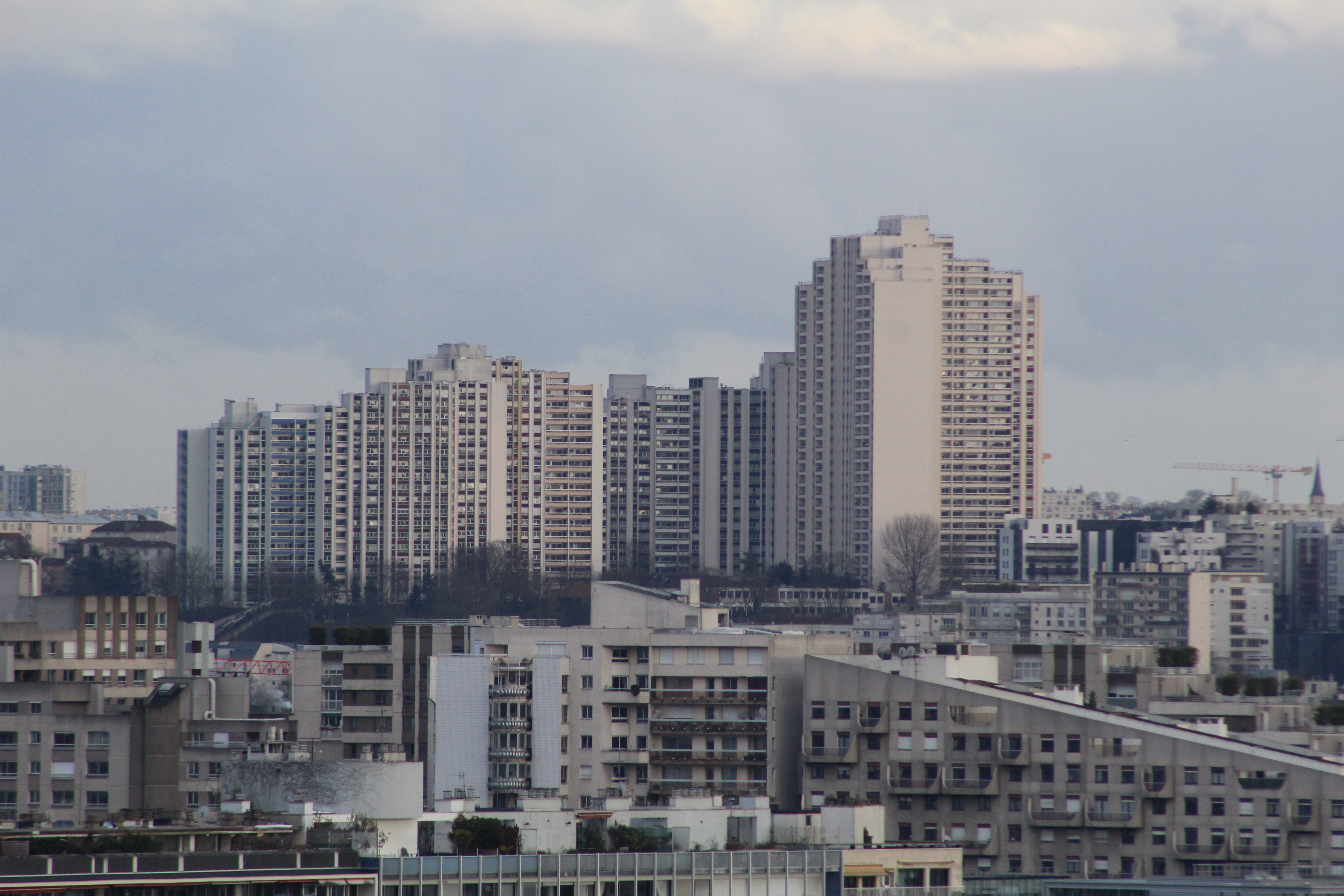
伊西莱穆利诺境内的埃皮内特住宅区

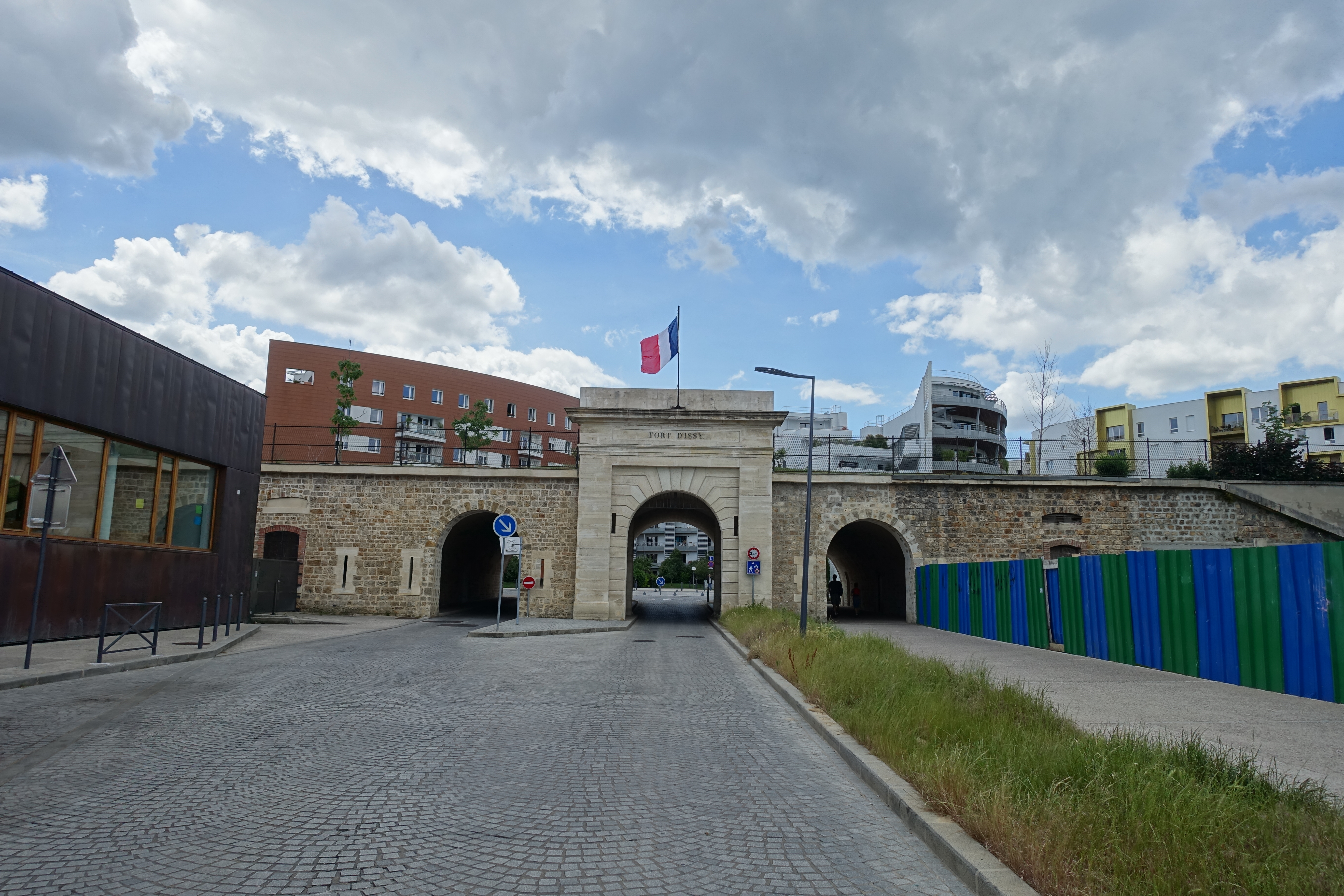
伊西城塞生态街区

### 教育
伊西莱穆利诺属于凡尔赛学区。截止2019年1月1日，伊西莱穆利诺境内共有11所幼儿园、17所小学、5所初级中学和2所普通高中。2018至2019学年度，伊西莱穆利诺境内共有在校中等教育阶段学生3,659名。
在高等教育方面，法国STUDEC传媒学校（Studio école de France）位于伊西莱穆利诺，后者为一个私人高等教育机构，颁发法国教育部认可的毕业证书；ISIFA私立商业学校（Ecole ISIFA Plus Values）在伊西莱穆利诺设有一个校区。

### 医疗
截止2019年1月1日，伊西莱穆利诺境内共有全科医生53名、保健师94名、牙医60名、护士40名、耳科医生3名、眼科医生5名、皮肤科医生5名、助产士4名、儿科医生5名和妇科医生2名。境内共有药房24家、养老院5家、残疾人帮扶中心2家。自2018年起，伊西莱穆利诺市政府开创西蒙娜·韦伊健康中心（Espace Santé Simone Veil），为当地居民提供就近医疗以及咨询服务。
伊西莱穆利诺是巴黎公共医疗集团的服务范围，其下属的两个综合性医院：科朗坦·塞尔东医院和巴黎瑞士人医院（Hôpital Suisse de Paris）均位于伊西莱穆利诺境内。其中科朗坦·塞尔东医院设有床位505个，是当地规模最大的公立综合性医院。除此之外，伊西莱穆利诺境内还有旺沃公园诊疗中心（Clinique du Parc de Vanves），后者是一个综合性的私立医院，设有床位72个。

### 住房
2017年，伊西莱穆利诺境内共有各类住房35,670套，其中5.9%为独立式居民区，92.6%为集中式居民区。常住房屋占伊西莱穆利诺市镇范围内居民建筑总量的88.9%。
伊西莱穆利诺的住房事务由市镇和公共社区协调负责，其中伊西莱穆利诺市政府提供其境内的社会保障性住房，并自2018年起对境内的吉讷梅尔街区（Guynemer）进行提升改造；而大巴黎西部塞纳土地公共管理局则下属西部塞纳河房管局（Seine Ouest Habitat et Patrimoine），负责包括伊西莱穆利诺在内的五个市镇共计8,011套房屋的管理，同时在其管辖范围内履行法国政府颁发的相关住房政策，为当地所有住户提供房屋改造及优化服务。

### 商业
2019年，伊西莱穆利诺境内共有各类实体商铺1,195家，其中餐厅243家、大型超市14家、杂货店15家、面包房29家、肉铺12家、书店13家、装饰品店3家、银行门店37家、美容美发店49家、汽车维修店25家。和两个大型零售集团均在伊西莱穆利诺建有购物超市，靠近伊西快铁站附近建有“三磨坊商业中心”（centre commercial de 3 Moulins），建于20世纪80年代，截至2021年1月，该中心内共有43家商铺及餐厅，是当地主要的综合性商业区；此外科朗坦·塞尔东地铁站附近沿街有数十家店铺，亦形成了商业街区。

### 环境
伊西莱穆利诺的环境事务由市镇、公共社区以及省级政府共同协调负责，由于其所属的上塞纳省处于巴黎主城区的河流下游地带，当地的水环境治理存在一定的难度。上塞纳省成立有专门的生活污水处理机构，由巴黎地区省际污水处理管理局（SIAAP）负责监管。在生活垃圾处理方面，距离伊西莱穆利诺最近的生活垃圾收集中心位于巴黎十五区，除五一、圣诞和元旦外全年向公众开放；而伊西莱穆利诺附近的旺沃、默东及布洛涅-比扬古等市镇境内亦建有生活垃圾收集中心。
2019年，伊西莱穆利诺境内共有5家污染企业。伊西莱穆利诺境内设有一处大气环境监测点，2019年测得的二氧化氮浓度平均值为34µg/m³、臭氧浓度平均值为43µg/m³、二氧化硫浓度平均值为2µg/m³、颗粒物平均值为24µg/m³。距离伊西莱穆利诺最近的水环境监测点位于楠泰尔附近，该地2014年测得的水体坤化物浓度为2µg/L、汞化物浓度为0.01µg/L、硝酸盐浓度为0.1mg/L、磷酸三正丁酯浓度为0.03µg/L。

### 治安
伊西莱穆利诺是法国国家宪兵管理局（简称）所在地。除此之外，伊西莱穆利诺市镇范围内还有一处消防指挥中心和一处民用派出所。
2014年，伊西莱穆利诺及附近地区共发生各类案件4,162起，其中盗窃类案件2,664起，经济类案件705起，毒品交易类案件165起。

### 媒体与通信
在现代媒体方面，伊西莱穆利诺是法国首个实现光導纖維全域覆盖的五万以上人口市镇，同时也是法兰西24、法國電視五台、Canal+集团、Eurosport等多家媒体的总部所在地。法国主要的国家性报刊、广播、电视、网络媒体均可在伊西莱穆利诺接收，其中法国电视三台下属的法兰西岛大区频道在部分时段播出伊西莱穆利诺所属区域的地方新闻。
在网络通信与数据方面，伊西莱穆利诺市政府以及其下属的文化、体育、教育等机构均建有相关网站，并在Facebook、Twitter、YouTube等社交网站建有官方账号。自2012年起，伊西莱穆利诺市政府创建当地的土地信息数据库，实现了区域大数据的可视化，并由此获得了2019年由法国工信部以及《市镇周刊》杂志共同颁发的“区域透明化”（Amélioration des process internes）奖。

## 文化

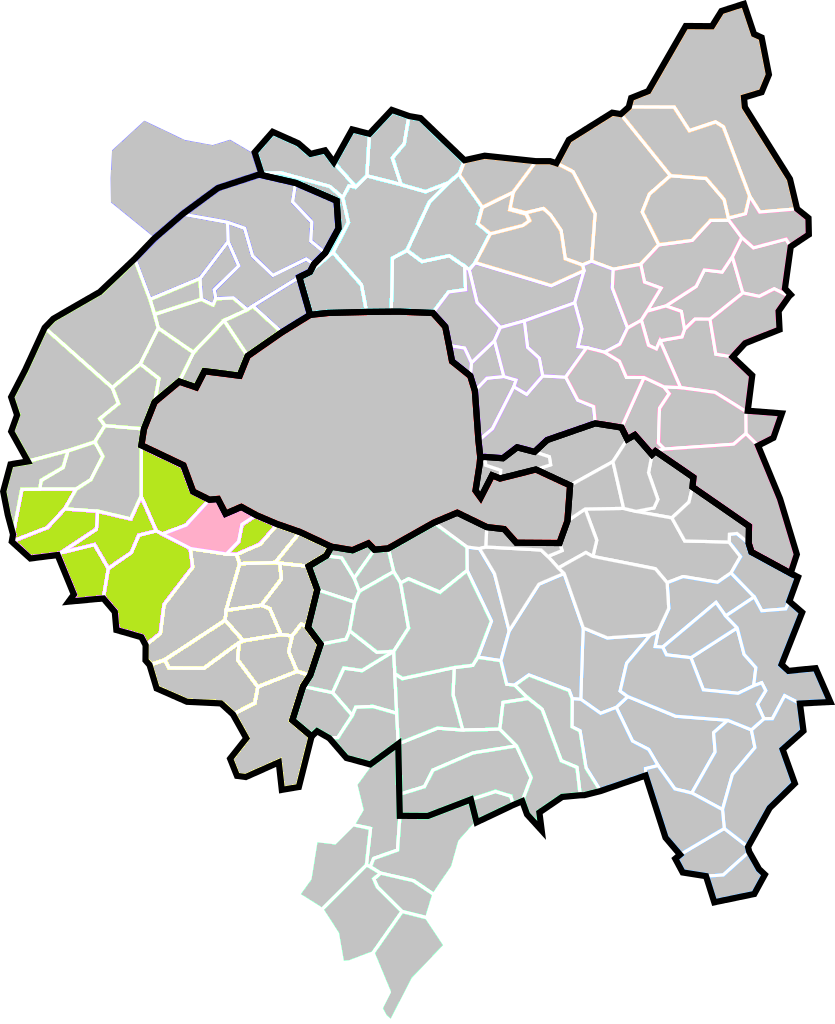
伊西莱穆利诺（粉色）在大巴黎都会区（灰色）和西部塞纳河土地管理局（绿色）的位置

2019年，伊西莱穆利诺境内共有2家剧场、1家电影院、1家博物馆和1家音乐厅。
伊西莱穆利诺的文化事务由市政府负责，其下属的多媒体管理局提供三处多媒体中心（Médiathèque），向公众全年开放。

### 城市规划
伊西莱穆利诺自工业革命以来得到大规模的开发，现已成为人口密度极高的巴黎近郊卫星城。其市区位于塞纳河左岸的一处浅丘之上，按照地形分布大致可划为三个区域：位于塞纳河中央的圣日耳曼岛、靠近塞纳河畔的塞纳河谷和位于市区南部的伊西城塞。其中圣日耳曼岛东北段为绿地公园，西南段为居民建筑；塞纳河谷则是伊西莱穆利诺的传统街区，后随着巴黎城市的扩张而入驻了大批企业，逐步形成商务区，其周边亦有大量居民建筑分布；伊西城塞历史上则是一处军事重地，随着2009年军队的搬迁而成为普通居民区，次年被列入“生态街区”改造计划，并于2016年初步建成，成为大巴黎综合城市规划的一个典型案例。
相比于其它同类型的巴黎近郊市镇，伊西莱穆利诺境内的地形相对复杂，并因历史原因而未能出现横贯市区的主干街道或快速路，使得当地各街区之间处于一个较为分散的状态，为当地的统筹规划带来了一定的难度。
伊西莱穆利诺的城市规划事务由其市镇政府负责，并受大巴黎西部塞纳土地公共管理局的监管，2015年12月17日，当地政府通过了伊西莱穆利诺城市区域规划方案（Plan Local d'Urbanisme），并于2017年6月和2018年4月两次进行修改，为当地的城市规划提供了指向性引导。

### 建筑
伊西莱穆利诺境内的建筑大部分建于19世纪以后，其中圣叙尔皮斯讲堂和伊西莱穆利诺烟草手工厂旧址是法国国家文物保护单位，现代建筑则主要分布于市镇范围北部和东部，其中塞夸纳大楼高达100米，是当地最高的建筑，也是布依格及雅高酒店集团的总部所在地，此外塞纳河谷商务区亦集中了大量写字楼。

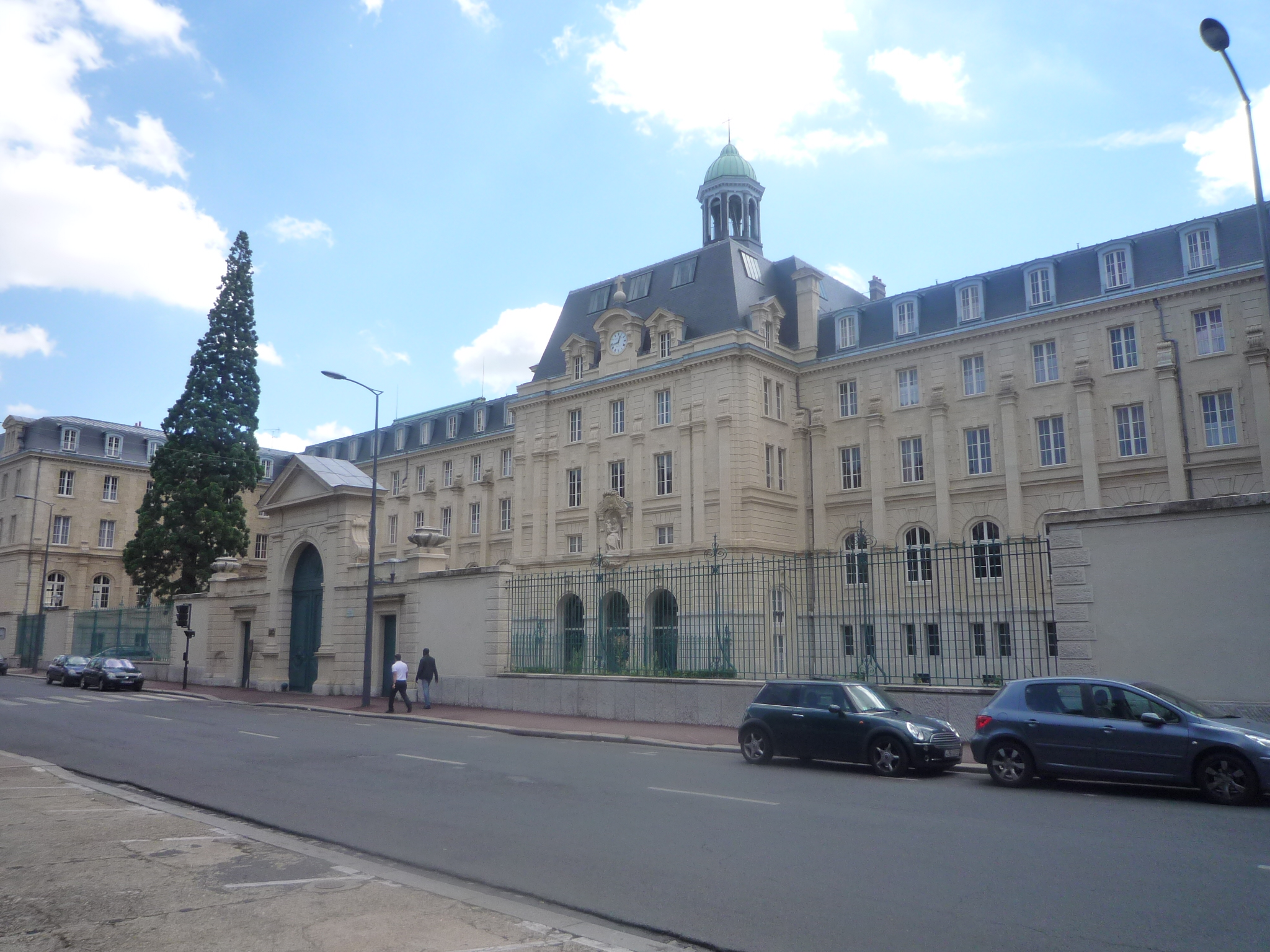
圣叙尔皮斯讲堂（法语：Séminaire Saint-Sulpice）
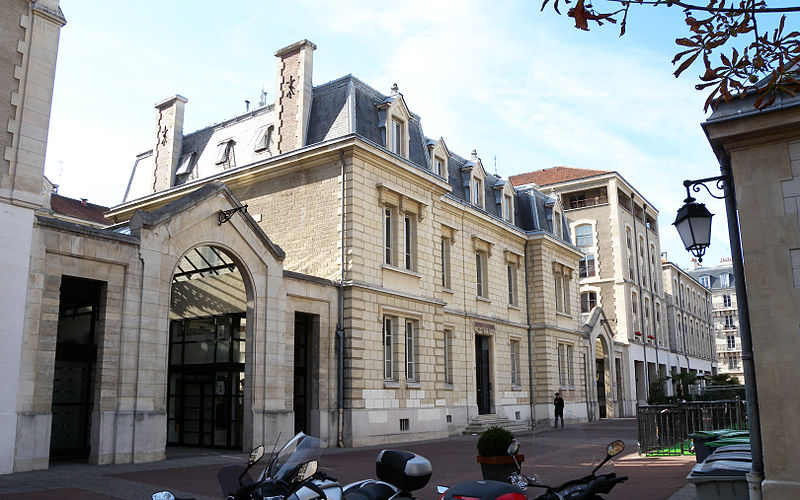
烟草手工厂（法语：Manufacture des tabacs d'Issy-les-Moulineaux）旧址
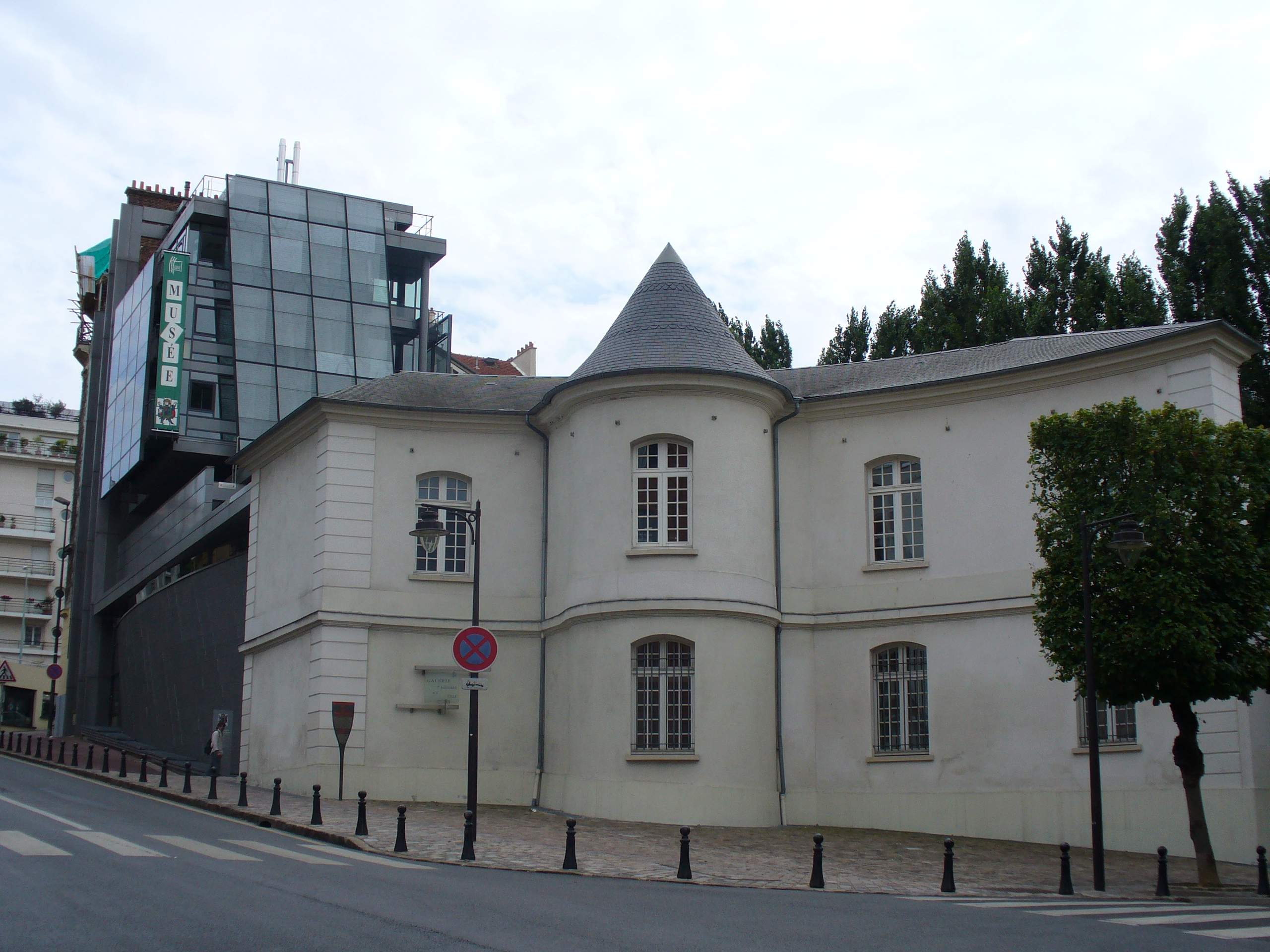
纸牌博物馆
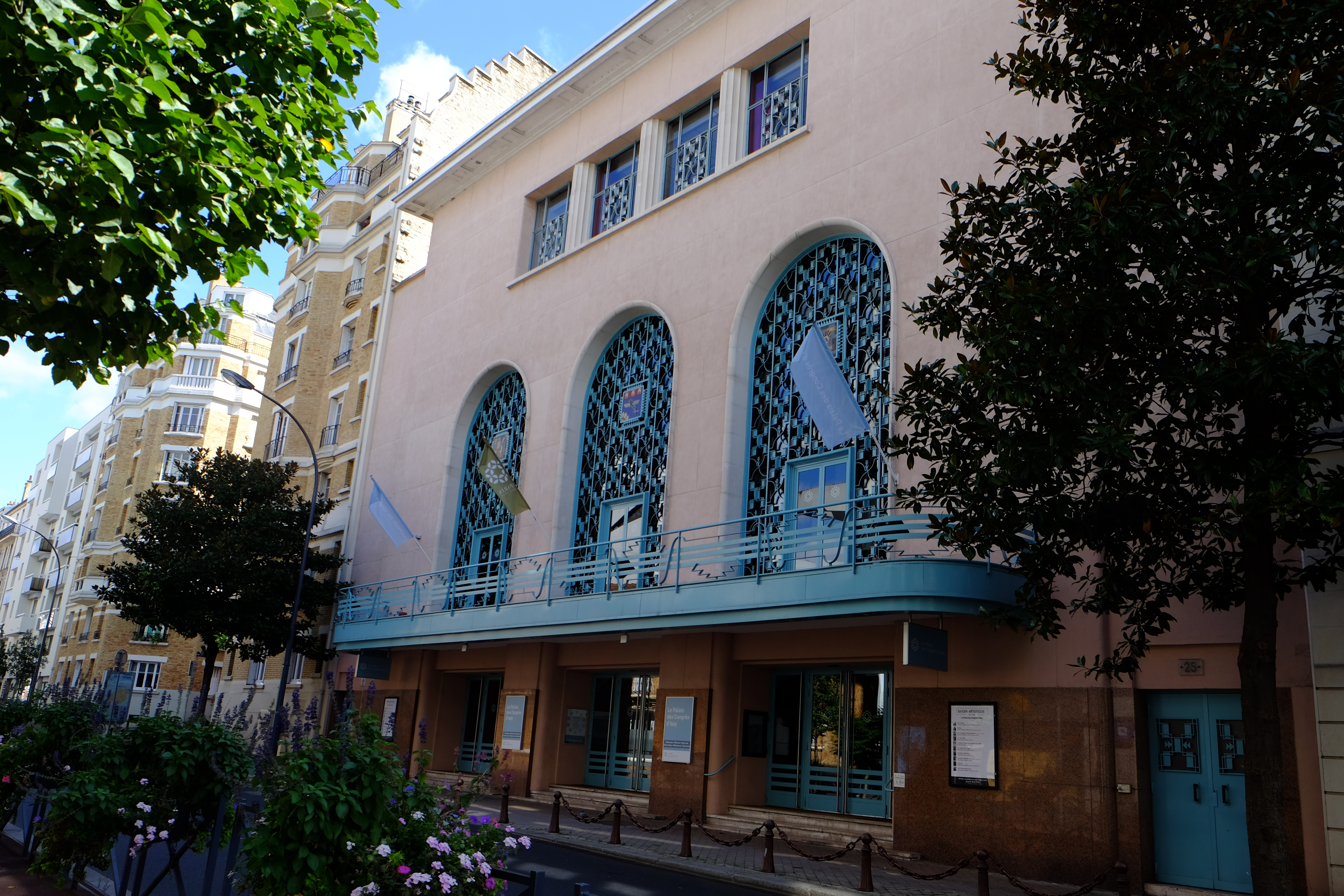
艺术宫
塞夸纳大楼（法语：Tour Sequana）

### 宗教

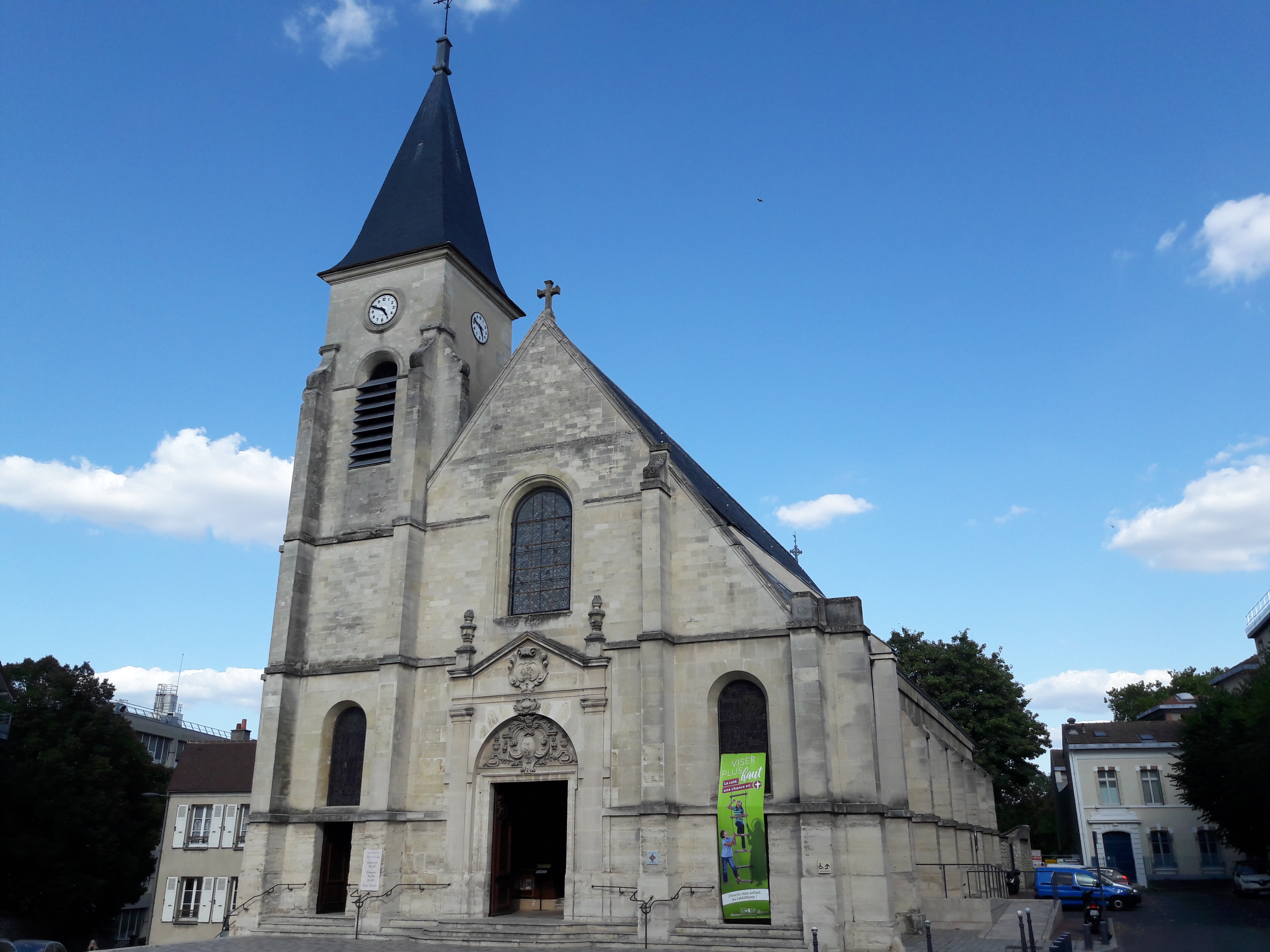
伊西莱穆利诺圣斯德望教堂

伊西莱穆利诺隶属于莱波尔特總鐸區和天主教楠泰爾教區，而在法国大革命以前，伊西长期为一个完整的堂区。截止2021年2月，其市镇范围内共有五处天主教堂：
- 伊西莱穆利诺圣母教堂（法语：Église Notre-Dame-des-Pauvres d'Issy-les-Moulineaux）
- 伊西莱穆利诺圣斯德望教堂（法语：Église Saint-Étienne d'Issy-les-Moulineaux）
- 伊西莱穆利诺圣本笃教堂（法语：Église Saint-Benoît d'Issy-les-Moulineaux）
- 伊西莱穆利诺圣布鲁诺教堂（法语：Église Saint-Bruno d'Issy-les-Moulineaux）
- 伊西莱穆利诺圣卢西亚教堂（法语：Église Sainte-Lucie d'Issy-les-Moulineaux）

除天主教外，伊西莱穆利诺境内有一处穆斯林活动中心和一处犹太教堂。

### 旅游
伊西莱穆利诺的旅游事务由其市政府以及大巴黎都会区共同负责，位于塞纳河中央的圣日耳曼岛因其独特的自然环境和较高的绿化率而成为伊西莱穆利诺主要的游览地。由于其地理位置紧邻巴黎市区，距离法国标志性旅游景点埃菲尔铁塔仅4.5公里且可通过地铁和快铁连接，故而伊西莱穆利诺吸引了不少巴黎地区的游客的一个接待中心。
2020年，伊西莱穆利诺境内共有13家酒店共计868间房间。而根据2016年的数据，伊西莱穆利诺境内共有2家二星级、6家三星级和2家四星级酒店，房间总数分别为207间、434间和378间，此外当地还有一家拥有654个床位的大型公共旅社。截至2020年，伊西莱穆利诺境内共有243家餐厅或提供餐饮服务的商铺。

### 体育

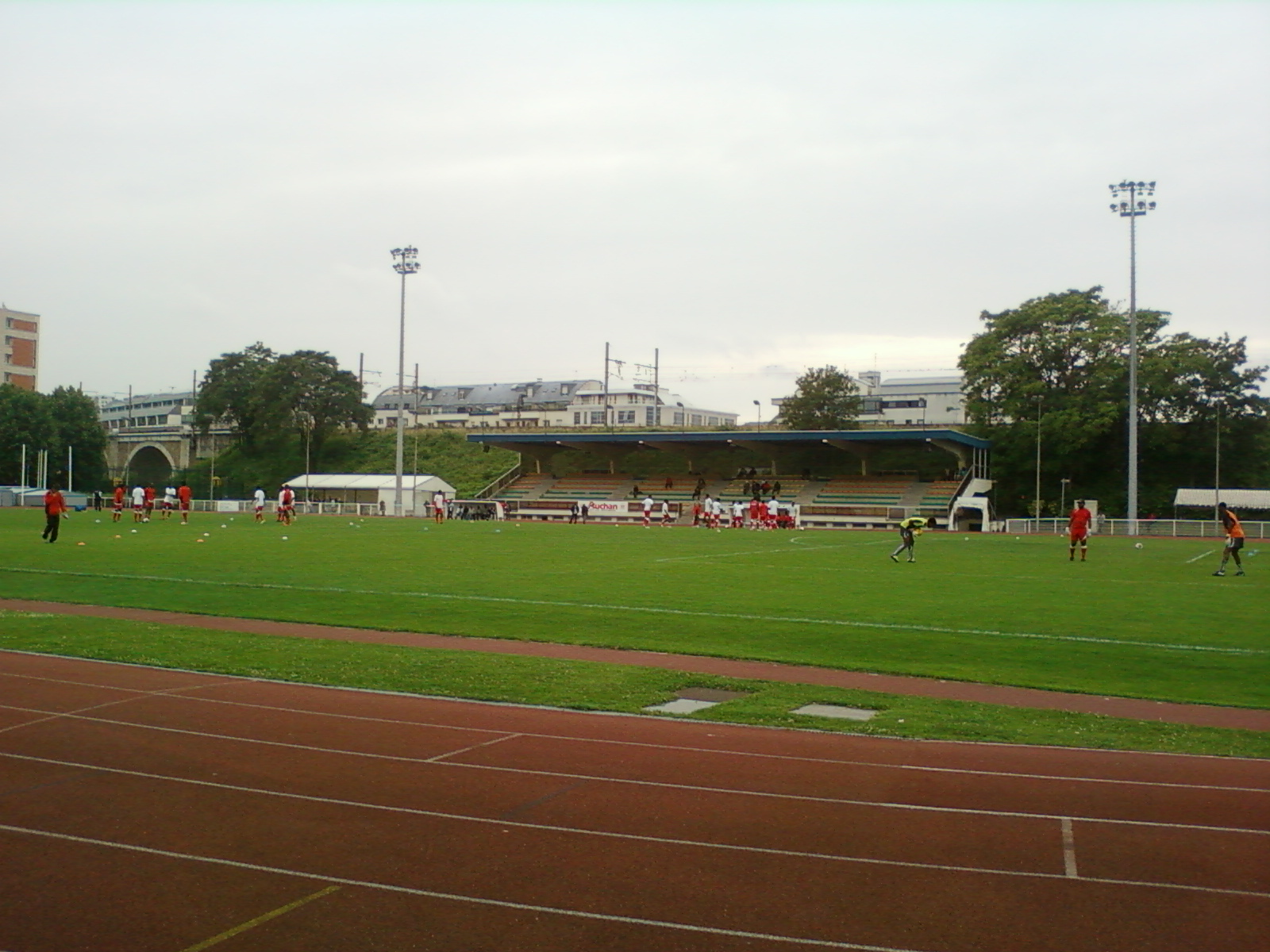
让·布安球场

2019年，伊西莱穆利诺境内共有1家游泳池、14间体育馆、3座综合体育场、15处网球场、1处马术场、3处足球或橄榄球场以及13处篮球或排球场，其中让·布安球场（Stade Jean Bouin）是当地主要的综合性体育设施。伊西莱穆利诺设有体育事务管理局，为近百个常规体育项目提供信息咨询，并为其境内的各注册体育团队提供发展帮助。
伊西因其境内的同名女子足球俱乐部而闻名，后者成立于1997年，于2020至2021赛季参加法國甲組女子足球聯賽。而在男子足球方面，截至2021年2月，伊西莱穆利诺境内共有7家注册足球俱乐部，其中“伊西莱穆利诺足球俱乐部”（Issy-les-Moulineaux F.C.）和“伊西亚拉腊体育联盟”（A.S. Ararat Issy）于2020至2021赛季参加法兰西岛大区足球联赛。

## 相关人物
法国电视主持人安德烈·布谢、漫画家马尼·拉尔瑟内、说唱歌手Ali和女歌手莱拉·贝克蒂出生于伊西莱穆利诺。
法国自行车手罗贝尔·沙尔庞捷则逝世于伊西莱穆利诺，当地的一处体育馆以其命名。

## 对外交流
截至2021年2月，伊西莱穆利诺共与10座城市互为友好城市关系，另与四座城市签署合作交流协议。此外，中华人民共和国驻法国大使馆在伊西莱穆利诺设有一处签证办理中心。

### 友好城市
| - 德国 魏登 - 比利时 弗拉默里 - 英格兰 外伦敦豪士羅區 - 義大利 马切拉塔 - 多哥 達龐 | - 亞美尼亞 瓦加尔沙帕特 - 西班牙 波苏埃洛-德阿拉尔孔 - 以色列 納哈里亞 - 中国 北京市东城区 - 首尔特别市九老區 |

### 合作交流城市
| - 中国 乐山市 - 中国 深圳市福田区 | - 日本 市川市 - 伊朗 伊斯法罕市新朱尔法区 |

### 文献网站
- INSEE. . insee.fr.   [2021-02-05]. （原始内容存档于2020-10-22） （法语）.
- Daniel Rabatel. . Tours: Editions Sutton. 2009: 128p. ISBN 978-2813800312 （法语）.

### 分类
历史类
1. ↑  Henri Cordier. . Mémoires de l'Institut de France. 1920: 19–158  [2021-02-03]. （原始内容存档于2021-02-17） （法语）.
2. ↑  Jules Quicherat. . Bibliothèque de l'École des chartes. 1865: 513–555  [2021-02-03]. （原始内容存档于2021-02-17） （法语）.
3. ↑  Didier Buisson. . Paris: éditions du patrimoine. 2001: 161p. ISBN 978-2-85822-368-8 （法语）.
4. ↑  verrecchiaexperience.fr. . verrecchiaexperience.fr.   [2021-02-03]. （原始内容存档于2022-03-14） （法语）.
5. ↑  René Le Bacon. . Paris: éditions CRHIM. 2000: 193p. ISBN 978-2905060402 （法语）.
6. ↑  Éliane Viennot. Perrin , 编. . Paris. 2005: 660p. ISBN 2-262-02377-8.
7. ↑  Pierre Pinon. Parigramme , 编. . Paris. 2002: 209p. ISBN 978-2-84096-204-5 （法语）.
8. ↑  Emmanuel de Waresquiel. Fayard , 编. . Paris. 2008: 704p. ISBN 978-2213621586 （法语）.
9. ↑  Gifford, C. H. W. Lewis , 编. . 1817: 1505p. （英语）.
10. ↑  data.gouv.fr. . data.gouv.fr.   [2021-02-03]. （原始内容存档于2021-02-08） （法语）.
11. ↑  François et Maguy Palau. Palau Francois Eds , 编. . 1995: 217p. ISBN 9782950942104 （法语）.
12. ↑  Bruno Carrière. . La vie du rail  (编). . 1997: 303p. ISBN 2902808666 （法语）.
13. ↑  Alain Plessis. . Éditions du Seuil  (编). . Paris. 1979: 254p. ISBN 2-02-000669-3 （法语）.
14. ↑  Henri Ortholan. Archibooks , 编. . Paris. 2010: 122p. ISBN 978-2357331006 （法语）.
15. ↑  Prosper Olivier-Lissagaray. . Édition La Découverte  (编). . Paris. 1990: 526p. ISBN 978-2-707-11938-4 （法语）.
16. ↑  Jean-Marie Potelle. . helico11.free.fr.   [2021-02-03]. （原始内容存档于2021-02-17） （法语）.
17. ↑  cpa-bastille91.com. . cpa-bastille91.com. 2015-08-07  [2021-02-04]. （原始内容存档于2021-02-17） （法语）.
18. ↑  Fabrice Moullé-Berteaux. Temporis éditions , 编. . Paris. 2019: 280 p. ISBN 9782373000429 （法语）.
19. ↑  Julien Ebersold. . retronews.fr. 2018-03-26  [2021-02-04]. （原始内容存档于2021-02-17） （法语）.
20. ↑  historim.fr. . historim.fr. 2012-06-20  [2021-02-04]. （原始内容存档于2021-02-17） （法语）.
21. ↑  historim.fr. . historim.fr. 2013-06-13  [2021-02-04]. （原始内容存档于2021-02-09） （法语）.
22. ↑  lemonde.fr. . lemonde.fr. 1977-10-22  [2021-02-04]. （原始内容存档于2021-02-17） （法语）.
23. ↑  Jean Tricoire. La Vie du Rail , 编. . 2007: 143. ISBN 978-2-915034-66-0.
24. ↑  Pierre Bouchez. La Vie du Rail , 编. . 2008: 152 p. ISBN 978-2-915034-89-9.
25. ↑  lemonde.fr. . lemonde.fr. 2013-07-20  [2021-02-04]. （原始内容存档于2021-02-17） （法语）.

地理类
1. ↑  vigicrues.gouv.fr. . vigicrues.gouv.fr.   [2021-02-04]. （原始内容存档于2021-02-17） （法语）.
2. ↑  hauts-de-seine.fr. . hauts-de-seine.fr.   [2021-02-05]. （原始内容存档于2021-02-17） （法语）.
3. ↑  issy.com. . issy.com.   [2021-02-04]. （原始内容存档于2021-02-17） （法语）.
4. ↑  . infoclimat.fr.   [2021-02-04]. （原始内容存档于2021-02-17） （法语）.
5. ↑  . infoclimat.fr.   [2021-02-07]. （原始内容存档于2021-02-14） （法语）.
6. ↑  . infoclimat.fr.   [2021-02-07]. （原始内容存档于2021-07-01） （法语）.
7. ↑  infoclimat.fr (编). . infoclimat.fr.   [2021-02-04]. （原始内容存档于2018-03-20） （法语）.
8. ↑  collectivites-locales.gouv.fr. . collectivites-locales.gouv.fr.   [2021-02-04]. （原始内容存档于2017-08-03） （法语）.
9. ↑  ville d'Issy-les-Moulineaux. . issy.com. 2020-12-14  [2021-02-04]. （原始内容存档于2021-02-17） （法语）.
10. ↑  insee.fr. . insee.fr.   [2021-02-04]. （原始内容存档于2018-07-24） （法语）.
11. ↑  insee.fr. . insee.fr.   [2021-02-04]. （原始内容存档于2019-04-30） （法语）.
12. ↑  insee.fr. . insee.fr.   [2021-01-04]. （原始内容存档于2018-07-24） （法语）.
13. ↑  sig.ville.gouv.fr. . sig.ville.gouv.fr.   [2021-02-04]. （原始内容存档于2021-02-17） （法语）.
14. ↑  Île de France Mobilité. . iledefrance-mobilites.fr.   [2021-02-06]. （原始内容存档于2021-02-17） （法语）.

社科类
1. ↑  ville d'Issy-les-Moulineaux. . issy.com. 2006-04-17  [2021-02-06]. （原始内容存档于2021-02-13） （法语）.
2. ↑  ville d'Issy-les-Moulineaux. . issy.com. 2020-11-02  [2021-02-06]. （原始内容存档于2021-02-14） （法语）.
3. ↑  ville d'Issy-les-Moulineaux. . issy.com. 2020-09-15  [2021-02-06]. （原始内容存档于2020-11-24） （法语）.
4. ↑  Ministère de l'Intérieur (编). . interieur.gouv.fr. 2019-05-26  [2021-02-05]. （原始内容存档于2021-02-17） （法语）.
5. ↑  Ministère de l'Intérieur (编). . interieur.gouv.fr.   [2021-02-05]. （原始内容存档于2021-02-17） （法语）.
6. ↑  Ministère de l'Intérieur (编). . interieur.gouv.fr.   [2021-02-05]. （原始内容存档于2021-02-17） （法语）.
7. ↑  ville d'Issy-les-Moulineaux (编). . issy.com. 2021-01-04  [2021-02-05]. （原始内容存档于2021-02-17） （法语）.
8. ↑  ville d'Issy-les-Moulineaux (编). . issy.com.   [2021-02-04]. （原始内容存档于2021-02-17） （法语）.
9. ↑  INSEE, Dossier complet - Commune d'Issy-les-Moulineaux (92040), EMP T7 - Emplois par catégorie socioprofessionnelle en 2017 （法文）
10. ↑  INSEE, Dossier complet - Commune d'Issy-les-Moulineaux (92040), RES T1 - Établissements actifs employeurs par secteur d'activité agrégé et taille fin 2017 （法文）
11. ↑  INSEE, Dossier complet - Commune d'Issy-les-Moulineaux (92040), RES T2 - Postes salariés par secteur d'activité agrégé et taille d'établissement fin 2017 （法文）
12. ↑  Manageo (编). . manageo.fr.   [2021-02-04]. （原始内容存档于2021-02-17） （法语）.
13. ↑  Le Figaro (编). . entreprises.lefigaro.fr.   [2021-02-04]. （原始内容存档于2020-10-30） （法语）.
14. ↑  Le Figaro (编). . entreprises.lefigaro.fr.   [2021-02-04]. （原始内容存档于2021-02-09） （法语）.
15. ↑  societe.com (编). . societe.com.   [2021-02-04]. （原始内容存档于2021-02-17） （法语）.
16. ↑  Le Figaro (编). . entreprises.lefigaro.fr.   [2021-02-04]. （原始内容存档于2021-02-17） （法语）.
17. ↑  Le Figaro (编). . entreprises.lefigaro.fr.   [2021-02-04]. （原始内容存档于2022-03-14） （法语）.
18. ↑  Le Figaro (编). . entreprises.lefigaro.fr.   [2021-02-04]. （原始内容存档于2021-02-17） （法语）.
19. ↑  Le Figaro (编). . entreprises.lefigaro.fr.   [2021-02-04]. （原始内容存档于2021-02-17） （法语）.
20. ↑  Le Figaro (编). . entreprises.lefigaro.fr.   [2021-02-04]. （原始内容存档于2021-02-17） （法语）.
21. ↑  Le Figaro (编). . entreprises.lefigaro.fr.   [2021-02-04]. （原始内容存档于2021-02-14） （法语）.
22. ↑  societe.com (编). . societe.com.   [2021-02-04]. （原始内容存档于2012-04-28） （法语）.
23. ↑  societe.com (编). . societe.com.   [2021-02-04]. （原始内容存档于2021-02-17） （法语）.
24. ↑  societe.com (编). . societe.com.   [2021-02-04]. （原始内容存档于2021-02-17） （法语）.
25. ↑  lesechos.fr (编). . lesechos.fr. 2020-09-18  [2021-02-04]. （原始内容存档于2021-02-17） （法语）.
26. ↑  JDN (编). . journaldunet.fr.   [2021-02-04]. （原始内容存档于2015-06-14） （法语）.
27. ↑  JDN (编). . journaldunet.fr.   [2021-02-04]. （原始内容存档于2021-02-17） （法语）.
28. ↑  Académie de Versailles (编). . ac-versailles.fr.   [2021-02-04]. （原始内容存档于2020-05-09） （法语）.
29. ↑  . linternaute.com.   [2021-02-04]. （原始内容存档于2013-11-11） （法语）.
30. ↑  . villedata.fr.   [2021-02-04]. （原始内容存档于2021-02-17） （法语）.
31. ↑  . linternaute.com.   [2021-02-04]. （原始内容存档于2019-07-22） （法语）.
32. ↑  ville d'Issy-les-Moulineaux (编). . issy.com. 2019-02-21  [2021-02-05]. （原始内容存档于2021-02-17） （法语）.
33. ↑  FHF. . etablissements.fhf.fr.   [2021-02-04]. （原始内容存档于2021-07-01） （法语）.
34. ↑  sanitaire-social.com. . sanitaire-social.com.   [2021-02-04]. （原始内容存档于2021-02-17） （法语）.
35. ↑  . linternaute.com.   [2021-02-04]. （原始内容存档于2021-02-17） （法语）.
36. ↑  ville d'Issy-les-Moulineaux (编). . issy.com. 2019-02-25  [2021-02-05]. （原始内容存档于2021-02-17） （法语）.
37. ↑  ville d'Issy-les-Moulineaux (编). . issy.com. 2019-02-21  [2021-02-05]. （原始内容存档于2021-02-17） （法语）.
38. ↑  Seine Ouest Habitat et Patrimoine (编). . seine-ouest-habitat.com.   [2021-02-05]. （原始内容存档于2020-09-28） （法语）.
39. ↑  Seine Ouest Habitat et Patrimoine (编). . seine-ouest-habitat.com.   [2021-02-05]. （原始内容存档于2020-09-28） （法语）.
40. ↑  . linternaute.com.   [2021-02-04]. （原始内容存档于2019-07-22） （法语）.
41. ↑  . sortiraparis.com.   [2021-02-06]. （原始内容存档于2021-02-17） （法语）.
42. ↑  . hauts-de-seine.fr.   [2021-02-04]. （原始内容存档于2021-02-17） （法语）.
43. ↑  . seineouest.fr.   [2021-02-05]. （原始内容存档于2020-11-03） （法语）.
44. ↑  . linternaute.com.   [2021-02-04]. （原始内容存档于2021-02-17） （法语）.
45. ↑  . linternaute.com.   [2021-02-05]. （原始内容存档于2021-02-17） （法语）.
46. ↑  . linternaute.com.   [2021-02-05]. （原始内容存档于2021-02-17） （法语）.
47. ↑  . gendarmerie.interieur.gouv.fr.   [2021-02-05]. （原始内容存档于2020-10-19） （法语）.
48. ↑  . parisetudiant.com.   [2021-02-05]. （原始内容存档于2017-07-15） （法语）.
49. ↑  . lannuaire.service-public.fr.   [2021-02-05]. （原始内容存档于2021-02-17） （法语）.
50. ↑  . linternaute.com.   [2021-02-04]. （原始内容存档于2021-02-17） （法语）.
51. ↑  issy.com (编). . issy.com. 2020-11-13  [2021-02-05]. （原始内容存档于2020-11-24） （法语）.
52. ↑  Ekopolis (编). . ekopolis.fr. 2019-05-21  [2021-02-05]. （原始内容存档于2021-02-17） （法语）.
53. ↑  ville d'Issy-les-Moulineaux (编). . issy.fr.   [2021-02-05] （法语）.[]
54. ↑  insee.fr (编). . insee.fr.   [2021-02-05]. （原始内容存档于2022-04-03） （法语）.
55. ↑  issy-tourisme-international.com (编). . issy-tourisme-international.com.   [2021-02-05]. （原始内容存档于2022-04-03） （法语）.

文化类
1. ↑  feeric-lieuxmagiques.com. . feeric-lieuxmagiques.com.   [2021-02-03]. （原始内容存档于2021-02-17） （法语）.
2. ↑  Larousse. . larousse.fr.   [2021-02-03]. （原始内容存档于2021-02-17） （法语）.
3. ↑  . diplomeo.com.   [2021-02-04]. （原始内容存档于2022-03-14） （法语）.
4. ↑  . diplomeo.com.   [2021-02-04]. （原始内容存档于2021-02-17） （法语）.
5. ↑  France 3 Ile-de-france (编). . france3-regions.francetvinfo.fr.   [2021-02-04] （法语）.[]
6. ↑  issy.com (编). . issy.com. 2021-01-13  [2021-02-05]. （原始内容存档于2020-11-24） （法语）.
7. ↑  lagazettedescommunes.com (编). . lagazettedescommunes.com. 2019-11-18  [2021-02-05]. （原始内容存档于2021-02-17） （法语）.
8. ↑  ville d'Issy-les-Moulineaux (编). . issy.fr.   [2021-02-05]. （原始内容存档于2021-02-17） （法语）.
9. ↑  ville d'Issy-les-Moulineaux (编). . mediatheques.ville-issy.fr.   [2021-02-05]. （原始内容存档于2020-10-27） （法语）.
10. ↑  historim.fr (编). . historim.fr. 2013-07-20  [2021-02-05]. （原始内容存档于2021-02-17） （法语）.
11. ↑  diocese92.fr (编). . diocese92.fr.   [2021-02-05]. （原始内容存档于2021-02-17） （法语）.
12. ↑  paroisses-issy.com (编). . paroisses-issy.com.   [2021-02-05]. （原始内容存档于2020-11-24） （法语）.
13. ↑  lamosqueeducoin.com (编). . lamosqueeducoin.com.   [2021-02-05]. （原始内容存档于2021-02-17） （法语）.
14. ↑  ville d'Issy-les-Moulineaux (编). . issy.fr. 2019-02-22  [2021-02-05]. （原始内容存档于2021-02-17） （法语）.
15. ↑  Hauts-de-Seine (编). . hauts-de-seine.fr.   [2021-02-05]. （原始内容存档于2021-02-17） （法语）.
16. ↑  Hauts-de-Seine Tourisme (编). . destination.hauts-de-seine.fr.   [2021-02-05]. （原始内容存档于2021-02-17） （法语）.
17. ↑  ville d'Issy-les-Moulineaux (编). . issy.fr.   [2021-02-05]. （原始内容存档于2020-11-24） （法语）.
18. ↑  ville d'Issy-les-Moulineaux (编). . issysports.com.   [2021-02-05]. （原始内容存档于2022-04-03） （法语）.
19. ↑  Issy Sports (编). . issysports.com.   [2021-02-05]. （原始内容存档于2021-02-13） （法语）.
20. ↑  FÉDÉRATION FRANÇAISE DE FOOTBALL - LIGUE DE PARIS ILE-DE-FRANCE (编). . paris-idf.fff.fr.   [2021-02-04]. （原始内容存档于2022-04-03） （法语）.
21. ↑  FÉDÉRATION FRANÇAISE DE FOOTBALL - LIGUE DE PARIS ILE-DE-FRANCE (编). . paris-idf.fff.fr.   [2021-02-04]. （原始内容存档于2021-02-17） （法语）.
22. ↑  FÉDÉRATION FRANÇAISE DE FOOTBALL - LIGUE DE PARIS ILE-DE-FRANCE (编). . paris-idf.fff.fr.   [2021-02-04]. （原始内容存档于2020-10-01） （法语）.
23. ↑  data.issy.com (编). . data.issy.com. 2021-01-13  [2021-02-05]. （原始内容存档于2021-02-17） （法语）.
24. ↑  visachine.fr (编). . visachine.fr.   [2021-02-05]. （原始内容存档于2020-11-24） （法语）.

综合类
1. 1 2 3 4  communes.com. . communes.com.   [2021-02-04]. （原始内容存档于2020-04-25） （法语）.
2. 1 2 3 4 5 6 7 8 9 10 11 12 13 14 15 16 17 18 19 20 21 22 23 24 25  Géoportail. . Géoportail.   [2021-02-04]. （原始内容存档于2017-01-29） （法语）.
3. 1 2 3 4 5 6 7 8 9 10 11 12  issy.com. . issy.com. 2019-02-20  [2021-02-03]. （原始内容存档于2021-02-17） （法语）.
4. 1 2  Cassini. . cassini.ehess.fr.   [2021-02-04]. （原始内容存档于2021-05-01） （法语）.
5. 1 2 3  . linternaute.fr.   [2021-04-26]. （原始内容存档于2021-02-17） （法语）.
6. 1 2  . linternaute.com.   [2021-02-04]. （原始内容存档于2021-02-17） （法语）.
7. 1 2  Le Monde (编). . lemonde.fr.   [2021-02-04]. （原始内容存档于2021-02-17） （法语）.
8. ↑  insee.fr. . insee.fr.   [2021-04-26]. （原始内容存档于2021-05-01） （法语）.
9. ↑  Commune de Issy-les-Moulineaux (92040) - commune actuelle（法文）
10. ↑  Ministère de la Cohésion des territoires et des Relations avec les collectivités territoriales (编). . cohesion-territoires.gouv.fr.   [2021-04-26]. （原始内容存档于2021-05-01） （法语）.
11. ↑  JDN (编). . journaldunet.fr.   [2021-04-26]. （原始内容存档于2021-02-17） （法语）.
12. 1 2 3  . linternaute.com.   [2021-02-04]. （原始内容存档于2021-02-17） （法语）.